# Bahnstrecke Wien–Spielfeld-Straß
| | |                                                                    |                                                                    |
| Streckennummer (ÖBB): | 105 01 |                                                                    |                                                                    |
| Kursbuchstrecke (ÖBB): | 500 (Wien Hbf – Mürzzuschlag) 501 (Flughafen Wien (VIE) – Graz) 502 (Graz – Bad Radkersburg) 509 (Wien Hbf – Wiener Neustadt) 510 (Wien Floridsdorf – Payerbach-Reichenau) 524 (Wien Hbf – Deutschkreutz) 600 (Wien Hbf – Tarvisio) 900 (Wien S-Bahn) |                                                                    |                                                                    |
| Streckenlänge: | 259,7 km |                                                                    |                                                                    |
| Spurweite: | 1435 mm (Normalspur) |                                                                    |                                                                    |
| Netzkategorie: | A |                                                                    |                                                                    |
| Stromsystem: | 15 kV 16,7 Hz ~ |                                                                    |                                                                    |
| Maximale Neigung: | 28,1 ‰ |                                                                    |                                                                    |
| Minimaler Radius: | 171 m |                                                                    |                                                                    |
| Streckengeschwindigkeit: | 160 km/h |                                                                    |                                                                    |
| Zweigleisigkeit: | Wien Hbf – Werndorf Lebring – Leibnitz |                                                                    |                                                                    |
| | |                                                                    |                                                                    |
| \| \| \| Ostbahn \| \| \| \| \| von Laa an der Thaya und Marchegg \| \| \| \| 101,050 \| Wien Hbf Autoreisezuganlage \| Wien Hbf Autoreisezuganlage \| \| \| \| S-Bahn Stammstrecke von Wien Praterstern \| \| \| \| 99,9470,000 \| Wien Hbf \| 208 m ü. A. \| \| \| \| Wechsel Linien-/Richtungsbetrieb \| \| \| \| \| Wien Matzleinsdorfer Platz \| 209 m ü. A. \| \| \| 2,442 \| Wien Matzleinsdorf \| Wien Matzleinsdorf \| \| \| 3,437 \| Wien Meidling \| 210 m ü. A. \| \| \| \| Pottendorfer Linie nach Wiener Neustadt \| \| \| \| \| Lokalbahn Wien–Baden \| \| \| \| \| Wiener Verbindungsbahn (neue Trasse) nach Wien Penzing \| \| \| \| \| Donauländebahn \| \| \| \| 4,475 \| Wien Matzleinsdorf-Wienerbergbrücke \| Wien Matzleinsdorf-Wienerbergbrücke \| \| \| \| Lainzer Tunnel \| \| \| \| \| alte Wiener Verbindungsbahntrasse \| \| \| \| \| Neue Westbahn von St. Pölten \| \| \| \| \| viergleisiger Ausbau ab ca. 2027 bis 2032[1] \| \| \| \| 5,220 \| Wien Hetzendorf \| 214 m ü. A. \| \| \| 7,117 \| Wien Benyastraße \| Wien Benyastraße \| \| \| \| Schleppbahn Industriegebiet Atzgersdorf (Unilever, Wildschek etc.) \| \| \| \| 8,240 \| Wien Atzgersdorf vormals Atzgersdorf-Mauer \| 221 m ü. A. \| \| \| 8,607 \| Wien Liesing Frachtenbahnhof \| Wien Liesing Frachtenbahnhof \| \| \| 9,611 \| Wien Liesing \| 225 m ü. A. \| \| \| \| Schleppbahn Liesing \| \| \| \| \| nach Kaltenleutgeben \| \| \| \| \| Landesgrenze Wien / Niederösterreich \| \| \| \| 10,998 \| Perchtoldsdorf \| Perchtoldsdorf \| \| \| 12,069 \| Brunn Europaring \| Brunn Europaring \| \| \| 12,946 \| Brunn-Maria Enzersdorf \| 219 m ü. A. \| \| \| 15,209 \| Mödling \| 213 m ü. A. \| \| \| \| ehemalige Lokalbahn Mödling–Hinterbrühl \| \| \| \| \| nach Laxenburg \| \| \| \| \| \| \| \| \| 19,304 \| Guntramsdorf-Thallern (vormals Guntramsdorf a.d. Südbahn) \| 215 m ü. A. \| \| \| \| \| \| \| \| 19,903 \| Üst Mödling 2 \| Üst Mödling 2 \| \| \| 20,832 \| Gumpoldskirchen \| 218 m ü. A. \| \| \| 22,134 \| Gumpoldskirchener Tunnel (Busserltunnel) (165 m) \| Gumpoldskirchener Tunnel (Busserltunnel) (165 m) \| \| \| 24,140 \| Pfaffstätten, Baden Frachtenbahnhof \| 238 m ü. A. \| \| \| 26,004 \| Baden b. Wien \| 241 m ü. A. \| \| \| \| Lokalbahn Wien Oper–Baden \| \| \| \| 26,737 \| Üst Baden-Frachtenbahnhof 1 \| Üst Baden-Frachtenbahnhof 1 \| \| \| 30,340 \| Bad Vöslau \| 250 m ü. A. \| \| \| 32,434 \| Kottingbrunn \| 253 m ü. A. \| \| \| 33,929 \| Leobersdorf \| 259 m ü. A. \| \| \| \| Leobersdorfer Bahn nach Weißenbach-Neuhaus \| \| \| \| \| Lokalbahn Ebenfurth–Wittmannsdorf \| \| \| \| \| Schneebergbahn \| \| \| \| \| Aspangbahn (von Wien Zvbf) \| \| \| \| 38,382 \| Sollenau \| 274 m ü. A. \| \| \| \| \| \| \| \| 39,682 \| Felixdorf \| 277 m ü. A. \| \| \| \| Lokalbahn Felixdorf–Tattendorf nach Blumau-Neurißhof \| \| \| \| \| Militärbahn Felixdorf–Feuerwerksanstalt[2] \| \| \| \| 42,612 \| Theresienfeld \| 282 m ü. A. \| \| \| 43,118 \| Üst Felixdorf 2 \| Üst Felixdorf 2 \| \| \| 45,540 \| Wiener Neustadt Nord \| 275 m ü. A. \| \| \| \| Pottendorfer Linie (von Wien Meidling) \| \| \| \| 47,000 \| Wiener Neustadt Hbf-Gleisgruppe 200 \| Wiener Neustadt Hbf-Gleisgruppe 200 \| \| \| 48,118 \| Wiener Neustadt Hbf \| 268 m ü. A. \| \| \| \| ehem. Schneebergbf heute Bahnhofteil \| \| \| \| \| \| \| \| \| \| Wiener Neustadt Ausfahrbf \| \| \| \| \| \| \| \| \| \| Mattersburger Bahn nach Sopron \| \| \| \| \| Aspangbahn nach Aspang \| \| \| \| \| Schneebergbahn nach Puchberg am Schneeberg \| \| \| \| 50,700 \| Wiener Neustadt Hbf-Gleisgruppe 700 \| Wiener Neustadt Hbf-Gleisgruppe 700 \| \| \| 51,367 \| Wiener Neustadt Einfahrbf \| Wiener Neustadt Einfahrbf \| \| \| \| \| \| \| \| 56,051 \| Üst Wiener Neustadt 2 \| Üst Wiener Neustadt 2 \| \| \| \| St. Egyden (bis Juni 2012 Bahnhof) \| 326 m ü. A. \| \| \| \| Lokalbahn Willendorf–Neunkirchen \| \| \| \| \| Verbindungsstrecke mit der Lokalbahn Willendorf–Neunkirchen \| \| \| \| 62,574 \| Neunkirchen N.Ö. \| 369 m ü. A. \| \| \| 64,600 \| Rohrbach bei Ternitz 15. Okt. 1945 aufgelassen \| Rohrbach bei Ternitz 15. Okt. 1945 aufgelassen \| \| \| 67,051 \| Ternitz \| 393 m ü. A. \| \| \| 69,892 \| Pottschach (vormals Bahnhof) \| 398 m ü. A. \| \| \| 73,149 \| ehemalige Anschlussbahn (Awanst) GIG Karasek \| ehemalige Anschlussbahn (Awanst) GIG Karasek \| \| \| 74,902 \| Gloggnitz \| 439 m ü. A. \| \| \| \| \| \| \| \| \| Semmeringbasistunnel nach Mürzzuschlag (in Bau) \| \| \| \| 77,694 \| Schlöglmühl \| 457 m ü. A. \| \| \| 77,831 \| Anschlussbahn (Awanst) Unterwerk \| Anschlussbahn (Awanst) Unterwerk \| \| \| 81,961 \| Payerbach-Reichenau \| 494 m ü. A. \| \| \| 84,798 \| Küb \| 543 m ü. A. \| \| \| 88,222 \| Eichberg \| 608 m ü. A. \| \| \| 88,400 \| Üst Eichberg 3 \| Üst Eichberg 3 \| \| \| 92,284 \| Klamm-Schottwien \| 699 m ü. A. \| \| \| 97,574 \| Breitenstein \| 794 m ü. A. \| \| \| 102,098 \| Wolfsbergkogel \| 883 m ü. A. \| \| \| 103,412 \| Semmering \| 894 m ü. A. \| \| \| \| Alter und neuer Semmeringtunnel \| \| \| \| \| (1434 bzw. 1512 m, Scheitelpunkt bei 898 m) \| \| \| \| \| Landesgrenze Niederösterreich/Steiermark \| \| \| \| \| \| \| \| \| \| \| \| \| \| \| Brücke über die ehem. Feistritzwaldbahn \| \| \| \| 107,685 \| Steinhaus \| 836 m ü. A. \| \| \| 110,486 \| Spital am Semmering \| 789 m ü. A. \| \| \| \| \| \| \| \| \| \| \| \| \| \| Semmeringbasistunnel von Gloggnitz (in Bau) \| \| \| \| 116,100 \| Mürzzuschlag-Güterbahnhof \| Mürzzuschlag-Güterbahnhof \| \| \| 116,727 \| Mürzzuschlag \| 681 m ü. A. \| \| \| \| nach Neuberg Ort \| \| \| \| 118,373 \| Anschlussbahn (Awanst) Böhler \| Anschlussbahn (Awanst) Böhler \| \| \| 120,613 \| Hönigsberg (12. Dezember 2021 aufgelassen) \| 658 m ü. A. \| \| \| 123,618 \| Langenwang Halte- und Ladestelle \| Langenwang Halte- und Ladestelle \| \| \| 124,000 \| Üst Mürzzuschlag 2 \| Üst Mürzzuschlag 2 \| \| \| 125,045125,100 \| Fehlerprofil (−55 m) \| Fehlerprofil (−55 m) \| \| \| 128,462 \| Krieglach \| 612 m ü. A. \| \| \| 132,709 \| Mitterdorf-Veitsch \| 592 m ü. A. \| \| \| 135,070 \| Wartberg im Mürztal \| 582 m ü. A. \| \| \| 140,098 \| Kindberg \| 566 m ü. A. \| \| \| 144,216 \| Allerheiligen-Mürzhofen \| 548 m ü. A. \| \| \| 146,694 \| Marein-St. Lorenzen \| 532 m ü. A. \| \| \| 148,503 \| Anschlussbahn (Awanst) \| Anschlussbahn (Awanst) \| \| \| 150,582 \| Kapfenberg Fachhochschule \| 518 m ü. A. \| \| \| 150,583 \| Anschlussbahn (Awanst) Böhler \| Anschlussbahn (Awanst) Böhler \| \| \| 153,645 \| Kapfenberg \| 509 m ü. A. \| \| \| \| ehem. Thörlerbahn nach Au-Seewiesen \| \| \| \| 156,629 \| Bruck an der Mur-Frachtenbahnhof \| 493 m ü. A. \| \| \| 157,858 \| Bruck an der Mur \| 489 m ü. A. \| \| \| \| nach Leoben Hbf–St. Michael–Rudolfsbahn nach Klagenfurt \| \| \| \| \| Brucker Schleife (von Bruck/Mur Stadtwald bzw. Leoben) \| \| \| \| 159,740 \| Bruck an der Mur-Übelstein \| Bruck an der Mur-Übelstein \| \| \| 163,392 \| Stausee 28.05.1967 aufgelassen \| Stausee 28.05.1967 aufgelassen \| \| \| 167,581 \| Pernegg \| 474 m ü. A. \| \| \| \| Lokalbahn Mixnitz–Sankt Erhard \| \| \| \| 171,011 \| Mixnitz-Bärenschützklamm \| 466 m ü. A. \| \| \| 176,800 \| Üst Mixnitz-Bärenschützklamm 2 \| Üst Mixnitz-Bärenschützklamm 2 \| \| \| 179,231 \| Anschlussbahn (Awanst) Papierfabrik Bauernfeind (Mondi) \| Anschlussbahn (Awanst) Papierfabrik Bauernfeind (Mondi) \| \| \| 183,022 \| Frohnleiten \| 427 m ü. A. \| \| \| \| Streckenverlegung \| \| \| \| 188,022 \| Badl-Semriach 21.03.1966 aufgelassen \| Badl-Semriach 21.03.1966 aufgelassen \| \| \| \| Kugelstein-Tunnel (400 m) \| \| \| \| \| Badlwandgalerie \| \| \| \| \| \| \| \| \| 190,814 \| Peggau-Deutschfeistritz \| 402 m ü. A. \| \| \| \| Lokalbahn (nach Übelbach) \| \| \| \| 193,452 \| Überführung der Pyhrn Autobahn \| Überführung der Pyhrn Autobahn \| \| \| 194,615 \| Stübing \| Stübing \| \| \| 195,428195,600 \| Fehlerprofil (−172 m) \| Fehlerprofil (−172 m) \| \| \| 195,700 \| Üst Peggau-Deutschfeistritz 2 \| Üst Peggau-Deutschfeistritz 2 \| \| \| 200,710 \| Gratwein-Gratkorn \| 381 m ü. A. \| \| \| 200,024200,200 \| Fehlerprofil (−176 m) \| Fehlerprofil (−176 m) \| \| \| 202,755 \| Judendorf-Straßengel \| 377 m ü. A. \| \| \| 203,532 \| Anschlussbahn (Awanst) Neuber \| Anschlussbahn (Awanst) Neuber \| \| \| 207,191 \| Gösting 30.05.1965 aufgelassen \| Gösting 30.05.1965 aufgelassen \| \| \| \| Anschlussbahn Andritzer Schleppbahn \| \| \| \| 208,000 \| Graz-Frachtenbahnhof Nord \| 368 m ü. A. \| \| \| 209,485 \| Graz-Verschiebebahnhof \| 368 m ü. A. \| \| \| 210,700 \| Graz-Frachtenbahnhof \| 368 m ü. A. \| \| \| \| \| \| \| \| 211,355 \| Graz Hbf \| 364 m ü. A. \| \| \| 211,549 \| Köflacherbahn nach Köflach \| Köflacherbahn nach Köflach \| \| \| \| Anschlussbahn Marienhütte \| \| \| \| 212,937 \| Anschlussbahn Marienhütte \| Anschlussbahn Marienhütte \| \| \| \| \| \| \| \| 213,070 \| Graz Don Bosco (ab 10. September 2007)[3] \| 357 m ü. A. \| \| \| \| Steirische Ostbahn nach Szentgotthárd \| \| \| \| 216,158 \| Graz Puntigam \| 347 m ü. A. \| \| \| 218,405 \| Feldkirchen-Seiersberg (ab 11. Dezember 2005) \| 339 m ü. A. \| \| \| \| Koralmbahn nach Klagenfurt (in Bau) \| \| \| \| 220,123 \| Flughafen Graz-Feldkirchen \| 332 m ü. A. \| \| \| 220,654 \| Abtissendorf (1996 aufgelassen) \| 331 m ü. A. \| \| \| 224,203 \| Kalsdorf \| 326 m ü. A. \| \| \| 225,000 \| Kalsdorf-Süd nach Kalsdorf Terminal, Graz Süd CCT \| Kalsdorf-Süd nach Kalsdorf Terminal, Graz Süd CCT \| \| \| 229,525 \| Werndorf \| 301 m ü. A. \| \| \| \| Verbindungsgleis Koralmbahn von Graz Hbf (in Bau) \| \| \| \| \| Verbindungsgleis Koralmbahn nach Klagenfurt \| \| \| \| 230,715230,684 \| Fehlerprofil (+31 m) \| Fehlerprofil (+31 m) \| \| \| 231,670 \| Anschlussbahn (Awanst) Steweag-Steg \| Anschlussbahn (Awanst) Steweag-Steg \| \| \| 234,962 \| Wildon \| 298 m ü. A. \| \| \| 238,442 \| Lebring[Anm. 1] \| 291 m ü. A. \| \| \| 240,750 \| Gralla \| 288 m ü. A. \| \| \| 244,335 \| Kaindorf a. d. Sulm \| 281 m ü. A. \| \| \| 245,177 \| Üst Wildon 3 \| Üst Wildon 3 \| \| \| \| Sulmtalbahn von Pölfing-Brunn \| \| \| \| 246,756 \| Leibnitz[Anm. 1] \| 275 m ü. A. \| \| \| 249,454 \| Wagna 1945 aufgelassen \| Wagna 1945 aufgelassen \| \| \| 251,750 \| Retznei \| 271 m ü. A. \| \| \| 253,948 \| Ehrenhausen \| 260 m ü. A. \| \| \| \| von Bad Radkersburg \| \| \| \| 257,915 \| Spielfeld-Straß \| 263 m ü. A. \| \| \| 260,127 \| Staatsgrenze nächst Spielfeld-Straß A / SLO \| Staatsgrenze nächst Spielfeld-Straß A / SLO \| \| \| \| nach Maribor–Ljubljana–Triest \| \| \| \| \| \| \| \| vormals zweigleisige Strecke – ab 1945 nur mehr eingleisig Dieser Abschnitt wird in Zukunft wieder zweigleisig ausgebaut. \| \| \| \| \| vormals zweigleisige Strecke – ab 1945 nur mehr eingleisig Dieser Abschnitt ist wieder zweigleisig ausgebaut und in Betrieb. \| \| \| \| | |                                                                    |                                                                    |
| Strecke | | Ostbahn                                                            | Ostbahn                                                            |
| Strecke von rechts | | von Laa an der Thaya und Marchegg                                  | von Laa an der Thaya und Marchegg                                  |
| Strecke | 101,050 | Wien Hbf Autoreisezuganlage                                        | Wien Hbf Autoreisezuganlage                                        |
| Strecke von rechts · Überleitstelle / Spurwechsel geradeaus oben | | S-Bahn Stammstrecke von Wien Praterstern                           | S-Bahn Stammstrecke von Wien Praterstern                           |
| Haltepunkt / Haltestelle · Bahnhof | 99,9470,000 | Wien Hbf                                                           | 208 m ü. A.                                                        |
| Tunnelende · Überleitstelle / Spurwechsel geradeaus unten und rechts | | Wechsel Linien-/Richtungsbetrieb                                   | Wechsel Linien-/Richtungsbetrieb                                   |
| Haltepunkt / Haltestelle · Strecke | | Wien Matzleinsdorfer Platz                                         | 209 m ü. A.                                                        |
| Strecke · Dienststation / Betriebs- oder Güterbahnhof | 2,442 | Wien Matzleinsdorf                                                 | Wien Matzleinsdorf                                                 |
| Bahnhof · Bahnhof | 3,437 | Wien Meidling                                                      | 210 m ü. A.                                                        |
| Strecke · Strecke nach links | | Pottendorfer Linie nach Wiener Neustadt                            | Pottendorfer Linie nach Wiener Neustadt                            |
| Kreuzung geradeaus unten · U-Bahn-Strecke quer | | Lokalbahn Wien–Baden                                               | Lokalbahn Wien–Baden                                               |
| Abzweig geradeaus und nach rechts | | Wiener Verbindungsbahn (neue Trasse) nach Wien Penzing             | Wiener Verbindungsbahn (neue Trasse) nach Wien Penzing             |
| Kreuzung links und geradeaus unten · Kreuzung geradeaus unten · Kreuzung rechts und geradeaus unten | | Donauländebahn                                                     | Donauländebahn                                                     |
| Strecke · Blockstelle | 4,475 | Wien Matzleinsdorf-Wienerbergbrücke                                | Wien Matzleinsdorf-Wienerbergbrücke                                |
| Strecke · Tunnelanfang · Strecke | | Lainzer Tunnel                                                     | Lainzer Tunnel                                                     |
| Abzweig geradeaus und nach rechts · Strecke · Strecke | | alte Wiener Verbindungsbahntrasse                                  | alte Wiener Verbindungsbahntrasse                                  |
| Kreuzung mit Tunnelstrecke · Strecke nach rechts · Strecke | | Neue Westbahn von St. Pölten                                       | Neue Westbahn von St. Pölten                                       |
| | | viergleisiger Ausbau ab ca. 2027 bis 2032                          |                                                                    |
| Haltepunkt / Haltestelle · Strecke | 5,220 | Wien Hetzendorf                                                    | 214 m ü. A.                                                        |
| Haltepunkt / Haltestelle · Strecke | 7,117 | Wien Benyastraße                                                   | Wien Benyastraße                                                   |
| Strecke · Abzweig geradeaus und von links | | Schleppbahn Industriegebiet Atzgersdorf (Unilever, Wildschek etc.) | Schleppbahn Industriegebiet Atzgersdorf (Unilever, Wildschek etc.) |
| Haltepunkt / Haltestelle · Strecke | 8,240 | Wien Atzgersdorf vormals Atzgersdorf-Mauer                         | 221 m ü. A.                                                        |
| Dienststation / Betriebs- oder Güterbahnhof · Dienststation / Betriebs- oder Güterbahnhof | 8,607 | Wien Liesing Frachtenbahnhof                                       | Wien Liesing Frachtenbahnhof                                       |
| Bahnhof · Bahnhof | 9,611 | Wien Liesing                                                       | 225 m ü. A.                                                        |
| Strecke · Abzweig geradeaus und von links | | Schleppbahn Liesing                                                | Schleppbahn Liesing                                                |
| Abzweig geradeaus und nach rechts · Strecke | | nach Kaltenleutgeben                                               | nach Kaltenleutgeben                                               |
| Grenze · Grenze | | Landesgrenze Wien / Niederösterreich                               | Landesgrenze Wien / Niederösterreich                               |
| Haltepunkt / Haltestelle · Strecke | 10,998 | Perchtoldsdorf                                                     | Perchtoldsdorf                                                     |
| Haltepunkt / Haltestelle · Strecke | 12,069 | Brunn Europaring                                                   | Brunn Europaring                                                   |
| Bahnhof · Strecke | 12,946 | Brunn-Maria Enzersdorf                                             | 219 m ü. A.                                                        |
| Kopfbahnhof Streckenanfang · Bahnhof · Bahnhof | 15,209 | Mödling                                                            | 213 m ü. A.                                                        |
| Strecke nach rechts · Überleitstelle / Spurwechsel | | ehemalige Lokalbahn Mödling–Hinterbrühl                            | ehemalige Lokalbahn Mödling–Hinterbrühl                            |
| Strecke · Strecke nach links | | nach Laxenburg                                                     | nach Laxenburg                                                     |
| | |                                                                    |                                                                    |
| Haltepunkt / Haltestelle | 19,304 | Guntramsdorf-Thallern (vormals Guntramsdorf a.d. Südbahn)          | 215 m ü. A.                                                        |
| | |                                                                    |                                                                    |
| Überleitstelle / Spurwechsel | 19,903 | Üst Mödling 2                                                      | Üst Mödling 2                                                      |
| Haltepunkt / Haltestelle | 20,832 | Gumpoldskirchen                                                    | 218 m ü. A.                                                        |
| Tunnel | 22,134 | Gumpoldskirchener Tunnel (Busserltunnel) (165 m)                   | Gumpoldskirchener Tunnel (Busserltunnel) (165 m)                   |
| Bahnhof | 24,140 | Pfaffstätten, Baden Frachtenbahnhof                                | 238 m ü. A.                                                        |
| Haltepunkt / Haltestelle, ehemals Bahnhof | 26,004 | Baden b. Wien                                                      | 241 m ü. A.                                                        |
| Kreuzung geradeaus oben | | Lokalbahn Wien Oper–Baden                                          | Lokalbahn Wien Oper–Baden                                          |
| Überleitstelle / Spurwechsel | 26,737 | Üst Baden-Frachtenbahnhof 1                                        | Üst Baden-Frachtenbahnhof 1                                        |
| Bahnhof | 30,340 | Bad Vöslau                                                         | 250 m ü. A.                                                        |
| Haltepunkt / Haltestelle | 32,434 | Kottingbrunn                                                       | 253 m ü. A.                                                        |
| Bahnhof | 33,929 | Leobersdorf                                                        | 259 m ü. A.                                                        |
| Abzweig geradeaus und nach rechts | | Leobersdorfer Bahn nach Weißenbach-Neuhaus                         | Leobersdorfer Bahn nach Weißenbach-Neuhaus                         |
| Kreuzung geradeaus unten (Querstrecke außer Betrieb) | | Lokalbahn Ebenfurth–Wittmannsdorf                                  | Lokalbahn Ebenfurth–Wittmannsdorf                                  |
| Kreuzung geradeaus unten (Querstrecke außer Betrieb) | | Schneebergbahn                                                     | Schneebergbahn                                                     |
| Strecke von links | | Aspangbahn (von Wien Zvbf)                                         | Aspangbahn (von Wien Zvbf)                                         |
| Haltepunkt / Haltestelle | 38,382 | Sollenau                                                           | 274 m ü. A.                                                        |
| | |                                                                    |                                                                    |
| Bahnhof | 39,682 | Felixdorf                                                          | 277 m ü. A.                                                        |
| Abzweig geradeaus und nach links | | Lokalbahn Felixdorf–Tattendorf nach Blumau-Neurißhof               | Lokalbahn Felixdorf–Tattendorf nach Blumau-Neurißhof               |
| Kreuzung geradeaus unten (Querstrecke außer Betrieb) | | Militärbahn Felixdorf–Feuerwerksanstalt                            | Militärbahn Felixdorf–Feuerwerksanstalt                            |
| Haltepunkt / Haltestelle | 42,612 | Theresienfeld                                                      | 282 m ü. A.                                                        |
| Überleitstelle / Spurwechsel | 43,118 | Üst Felixdorf 2                                                    | Üst Felixdorf 2                                                    |
| Haltepunkt / Haltestelle | 45,540 | Wiener Neustadt Nord                                               | 275 m ü. A.                                                        |
| Abzweig geradeaus und von links | | Pottendorfer Linie (von Wien Meidling)                             | Pottendorfer Linie (von Wien Meidling)                             |
| Blockstelle | 47,000 | Wiener Neustadt Hbf-Gleisgruppe 200                                | Wiener Neustadt Hbf-Gleisgruppe 200                                |
| Bahnhof | 48,118 | Wiener Neustadt Hbf                                                | 268 m ü. A.                                                        |
| Abzweig geradeaus und ehemals von rechts | | ehem. Schneebergbf heute Bahnhofteil                               | ehem. Schneebergbf heute Bahnhofteil                               |
| | |                                                                    |                                                                    |
| Strecke · Strecke | | Wiener Neustadt Ausfahrbf                                          | Wiener Neustadt Ausfahrbf                                          |
| Strecke | |                                                                    |                                                                    |
| Strecke · Abzweig geradeaus und nach links | | Mattersburger Bahn nach Sopron                                     | Mattersburger Bahn nach Sopron                                     |
| Strecke · Strecke nach links | | Aspangbahn nach Aspang                                             | Aspangbahn nach Aspang                                             |
| Abzweig geradeaus und nach rechts · Strecke | | Schneebergbahn nach Puchberg am Schneeberg                         | Schneebergbahn nach Puchberg am Schneeberg                         |
| Blockstelle | 50,700 | Wiener Neustadt Hbf-Gleisgruppe 700                                | Wiener Neustadt Hbf-Gleisgruppe 700                                |
| Strecke | 51,367 | Wiener Neustadt Einfahrbf                                          | Wiener Neustadt Einfahrbf                                          |
| | |                                                                    |                                                                    |
| Überleitstelle / Spurwechsel | 56,051 | Üst Wiener Neustadt 2                                              | Üst Wiener Neustadt 2                                              |
| Haltepunkt / Haltestelle, ehemals Bahnhof | | St. Egyden (bis Juni 2012 Bahnhof)                                 | 326 m ü. A.                                                        |
| Kreuzung geradeaus unten (Querstrecke außer Betrieb) | | Lokalbahn Willendorf–Neunkirchen                                   | Lokalbahn Willendorf–Neunkirchen                                   |
| Abzweig geradeaus und ehemals von links | | Verbindungsstrecke mit der Lokalbahn Willendorf–Neunkirchen        | Verbindungsstrecke mit der Lokalbahn Willendorf–Neunkirchen        |
| Bahnhof | 62,574 | Neunkirchen N.Ö.                                                   | 369 m ü. A.                                                        |
| ehemaliger Haltepunkt / Haltestelle | 64,600 | Rohrbach bei Ternitz 15. Okt. 1945 aufgelassen                     | Rohrbach bei Ternitz 15. Okt. 1945 aufgelassen                     |
| Bahnhof | 67,051 | Ternitz                                                            | 393 m ü. A.                                                        |
| Haltepunkt / Haltestelle, ehemals Bahnhof | 69,892 | Pottschach (vormals Bahnhof)                                       | 398 m ü. A.                                                        |
| Abzweig geradeaus und ehemals von links | 73,149 | ehemalige Anschlussbahn (Awanst) GIG Karasek                       | ehemalige Anschlussbahn (Awanst) GIG Karasek                       |
| Bahnhof | 74,902 | Gloggnitz                                                          | 439 m ü. A.                                                        |
| | |                                                                    |                                                                    |
| Tunnelanfang | | Semmeringbasistunnel nach Mürzzuschlag (in Bau)                    | Semmeringbasistunnel nach Mürzzuschlag (in Bau)                    |
| Haltepunkt / Haltestelle · Strecke | 77,694 | Schlöglmühl                                                        | 457 m ü. A.                                                        |
| Abzweig geradeaus und nach links · Strecke | 77,831 | Anschlussbahn (Awanst) Unterwerk                                   | Anschlussbahn (Awanst) Unterwerk                                   |
| Bahnhof · Strecke | 81,961 | Payerbach-Reichenau                                                | 494 m ü. A.                                                        |
| Haltepunkt / Haltestelle · Strecke | 84,798 | Küb                                                                | 543 m ü. A.                                                        |
| Bahnhof · Strecke | 88,222 | Eichberg                                                           | 608 m ü. A.                                                        |
| Überleitstelle / Spurwechsel · Strecke | 88,400 | Üst Eichberg 3                                                     | Üst Eichberg 3                                                     |
| Haltepunkt / Haltestelle · Strecke | 92,284 | Klamm-Schottwien                                                   | 699 m ü. A.                                                        |
| Bahnhof · Strecke | 97,574 | Breitenstein                                                       | 794 m ü. A.                                                        |
| Haltepunkt / Haltestelle · Strecke | 102,098 | Wolfsbergkogel                                                     | 883 m ü. A.                                                        |
| Bahnhof · Strecke | 103,412 | Semmering                                                          | 894 m ü. A.                                                        |
| Strecke | | Alter und neuer Semmeringtunnel                                    | Alter und neuer Semmeringtunnel                                    |
| Tunnelanfang · Tunnelanfang · Strecke | | (1434 bzw. 1512 m, Scheitelpunkt bei 898 m)                        | (1434 bzw. 1512 m, Scheitelpunkt bei 898 m)                        |
| Grenze · Grenze | | Landesgrenze Niederösterreich/Steiermark                           | Landesgrenze Niederösterreich/Steiermark                           |
| Tunnelende · Strecke · Strecke | |                                                                    |                                                                    |
| Strecke | |                                                                    |                                                                    |
| Kreuzung geradeaus oben (Querstrecke außer Betrieb) · Strecke | | Brücke über die ehem. Feistritzwaldbahn                            | Brücke über die ehem. Feistritzwaldbahn                            |
| Haltepunkt / Haltestelle · Strecke | 107,685 | Steinhaus                                                          | 836 m ü. A.                                                        |
| Strecke | 110,486 | Spital am Semmering                                                | 789 m ü. A.                                                        |
| | |                                                                    |                                                                    |
| Tunnelende · Strecke | |                                                                    |                                                                    |
| | | Semmeringbasistunnel von Gloggnitz (in Bau)                        |                                                                    |
| Dienststation / Betriebs- oder Güterbahnhof | 116,100 | Mürzzuschlag-Güterbahnhof                                          | Mürzzuschlag-Güterbahnhof                                          |
| Bahnhof | 116,727 | Mürzzuschlag                                                       | 681 m ü. A.                                                        |
| Abzweig geradeaus und ehemals nach rechts | | nach Neuberg Ort                                                   | nach Neuberg Ort                                                   |
| Abzweig geradeaus und von links | 118,373 | Anschlussbahn (Awanst) Böhler                                      | Anschlussbahn (Awanst) Böhler                                      |
| ehemaliger Haltepunkt / Haltestelle | 120,613 | Hönigsberg (12. Dezember 2021 aufgelassen)                         | 658 m ü. A.                                                        |
| Haltepunkt / Haltestelle | 123,618 | Langenwang Halte- und Ladestelle                                   | Langenwang Halte- und Ladestelle                                   |
| Überleitstelle / Spurwechsel | 124,000 | Üst Mürzzuschlag 2                                                 | Üst Mürzzuschlag 2                                                 |
| Kilometer-Wechsel | 125,045125,100 | Fehlerprofil (−55 m)                                               | Fehlerprofil (−55 m)                                               |
| Bahnhof | 128,462 | Krieglach                                                          | 612 m ü. A.                                                        |
| Bahnhof | 132,709 | Mitterdorf-Veitsch                                                 | 592 m ü. A.                                                        |
| Bahnhof | 135,070 | Wartberg im Mürztal                                                | 582 m ü. A.                                                        |
| Bahnhof | 140,098 | Kindberg                                                           | 566 m ü. A.                                                        |
| Haltepunkt / Haltestelle | 144,216 | Allerheiligen-Mürzhofen                                            | 548 m ü. A.                                                        |
| Bahnhof | 146,694 | Marein-St. Lorenzen                                                | 532 m ü. A.                                                        |
| Abzweig geradeaus und von rechts | 148,503 | Anschlussbahn (Awanst)                                             | Anschlussbahn (Awanst)                                             |
| Haltepunkt / Haltestelle | 150,582 | Kapfenberg Fachhochschule                                          | 518 m ü. A.                                                        |
| | 150,583 | Anschlussbahn (Awanst) Böhler                                      | Anschlussbahn (Awanst) Böhler                                      |
| Kopfbahnhof Streckenanfang · Bahnhof | 153,645 | Kapfenberg                                                         | 509 m ü. A.                                                        |
| Strecke nach rechts und nach rechts | | ehem. Thörlerbahn nach Au-Seewiesen                                | ehem. Thörlerbahn nach Au-Seewiesen                                |
| Dienststation / Betriebs- oder Güterbahnhof | 156,629 | Bruck an der Mur-Frachtenbahnhof                                   | 493 m ü. A.                                                        |
| Bahnhof | 157,858 | Bruck an der Mur                                                   | 489 m ü. A.                                                        |
| Abzweig geradeaus und nach rechts | | nach Leoben Hbf–St. Michael–Rudolfsbahn nach Klagenfurt            | nach Leoben Hbf–St. Michael–Rudolfsbahn nach Klagenfurt            |
| Abzweig geradeaus und von rechts | | Brucker Schleife (von Bruck/Mur Stadtwald bzw. Leoben)             | Brucker Schleife (von Bruck/Mur Stadtwald bzw. Leoben)             |
| Blockstelle | 159,740 | Bruck an der Mur-Übelstein                                         | Bruck an der Mur-Übelstein                                         |
| ehemaliger Haltepunkt / Haltestelle | 163,392 | Stausee 28.05.1967 aufgelassen                                     | Stausee 28.05.1967 aufgelassen                                     |
| Bahnhof | 167,581 | Pernegg                                                            | 474 m ü. A.                                                        |
| | | Lokalbahn Mixnitz–Sankt Erhard                                     |                                                                    |
| Bahnhof · Betriebs-/Güterbahnhof Streckenende | 171,011 | Mixnitz-Bärenschützklamm                                           | 466 m ü. A.                                                        |
| Überleitstelle / Spurwechsel | 176,800 | Üst Mixnitz-Bärenschützklamm 2                                     | Üst Mixnitz-Bärenschützklamm 2                                     |
| Abzweig geradeaus und nach rechts | 179,231 | Anschlussbahn (Awanst) Papierfabrik Bauernfeind (Mondi)            | Anschlussbahn (Awanst) Papierfabrik Bauernfeind (Mondi)            |
| Bahnhof | 183,022 | Frohnleiten                                                        | 427 m ü. A.                                                        |
| | | Streckenverlegung                                                  |                                                                    |
| Strecke · Haltepunkt / Haltestelle | 188,022 | Badl-Semriach 21.03.1966 aufgelassen                               | Badl-Semriach 21.03.1966 aufgelassen                               |
| Tunnel · Strecke | | Kugelstein-Tunnel (400 m)                                          | Kugelstein-Tunnel (400 m)                                          |
| Strecke · Tunnel | | Badlwandgalerie                                                    | Badlwandgalerie                                                    |
| | |                                                                    |                                                                    |
| Bahnhof | 190,814 | Peggau-Deutschfeistritz                                            | 402 m ü. A.                                                        |
| Abzweig geradeaus und nach rechts | | Lokalbahn (nach Übelbach)                                          | Lokalbahn (nach Übelbach)                                          |
| Strecke mit Straßenbrücke | 193,452 | Überführung der Pyhrn Autobahn                                     | Überführung der Pyhrn Autobahn                                     |
| Haltepunkt / Haltestelle | 194,615 | Stübing                                                            | Stübing                                                            |
| Kilometer-Wechsel | 195,428195,600 | Fehlerprofil (−172 m)                                              | Fehlerprofil (−172 m)                                              |
| Überleitstelle / Spurwechsel | 195,700 | Üst Peggau-Deutschfeistritz 2                                      | Üst Peggau-Deutschfeistritz 2                                      |
| Bahnhof | 200,710 | Gratwein-Gratkorn                                                  | 381 m ü. A.                                                        |
| Kilometer-Wechsel | 200,024200,200 | Fehlerprofil (−176 m)                                              | Fehlerprofil (−176 m)                                              |
| Haltepunkt / Haltestelle | 202,755 | Judendorf-Straßengel                                               | 377 m ü. A.                                                        |
| Abzweig geradeaus und ehemals von rechts | 203,532 | Anschlussbahn (Awanst) Neuber                                      | Anschlussbahn (Awanst) Neuber                                      |
| ehemaliger Haltepunkt / Haltestelle | 207,191 | Gösting 30.05.1965 aufgelassen                                     | Gösting 30.05.1965 aufgelassen                                     |
| Abzweig geradeaus und von links | | Anschlussbahn Andritzer Schleppbahn                                | Anschlussbahn Andritzer Schleppbahn                                |
| Dienststation / Betriebs- oder Güterbahnhof | 208,000 | Graz-Frachtenbahnhof Nord                                          | 368 m ü. A.                                                        |
| Dienststation / Betriebs- oder Güterbahnhof | 209,485 | Graz-Verschiebebahnhof                                             | 368 m ü. A.                                                        |
| Dienststation / Betriebs- oder Güterbahnhof | 210,700 | Graz-Frachtenbahnhof                                               | 368 m ü. A.                                                        |
| | |                                                                    |                                                                    |
| Kopfbahnhof Streckenanfang · Bahnhof · Bahnhof | 211,355 | Graz Hbf                                                           | 364 m ü. A.                                                        |
| Abzweig quer und nach rechts · Abzweig geradeaus und nach rechts · Strecke | 211,549 | Köflacherbahn nach Köflach                                         | Köflacherbahn nach Köflach                                         |
| Abzweig geradeaus und nach rechts | | Anschlussbahn Marienhütte                                          | Anschlussbahn Marienhütte                                          |
| Abzweig geradeaus und von rechts | 212,937 | Anschlussbahn Marienhütte                                          | Anschlussbahn Marienhütte                                          |
| Strecke | |                                                                    |                                                                    |
| Haltepunkt / Haltestelle · Haltepunkt / Haltestelle · Haltepunkt / Haltestelle | 213,070 | Graz Don Bosco (ab 10. September 2007)                             | 357 m ü. A.                                                        |
| Strecke · Strecke nach links | | Steirische Ostbahn nach Szentgotthárd                              | Steirische Ostbahn nach Szentgotthárd                              |
| Kopfbahnhof Strecke ab hier außer Betrieb | 216,158 | Graz Puntigam                                                      | 347 m ü. A.                                                        |
| Haltepunkt / Haltestelle | 218,405 | Feldkirchen-Seiersberg (ab 11. Dezember 2005)                      | 339 m ü. A.                                                        |
| Strecke nach rechts und nach rechts | | Koralmbahn nach Klagenfurt (in Bau)                                | Koralmbahn nach Klagenfurt (in Bau)                                |
| Haltepunkt / Haltestelle | 220,123 | Flughafen Graz-Feldkirchen                                         | 332 m ü. A.                                                        |
| ehemaliger Haltepunkt / Haltestelle | 220,654 | Abtissendorf (1996 aufgelassen)                                    | 331 m ü. A.                                                        |
| Bahnhof | 224,203 | Kalsdorf                                                           | 326 m ü. A.                                                        |
| Abzweig geradeaus und nach rechts | 225,000 | Kalsdorf-Süd nach Kalsdorf Terminal, Graz Süd CCT                  | Kalsdorf-Süd nach Kalsdorf Terminal, Graz Süd CCT                  |
| Bahnhof | 229,525 | Werndorf                                                           | 301 m ü. A.                                                        |
| Abzweig geradeaus und ehemals von rechts | | Verbindungsgleis Koralmbahn von Graz Hbf (in Bau)                  | Verbindungsgleis Koralmbahn von Graz Hbf (in Bau)                  |
| Abzweig geradeaus und nach rechts | | Verbindungsgleis Koralmbahn nach Klagenfurt                        | Verbindungsgleis Koralmbahn nach Klagenfurt                        |
| Kilometer-Wechsel | 230,715230,684 | Fehlerprofil (+31 m)                                               | Fehlerprofil (+31 m)                                               |
| Abzweig geradeaus und von links | 231,670 | Anschlussbahn (Awanst) Steweag-Steg                                | Anschlussbahn (Awanst) Steweag-Steg                                |
| Bahnhof | 234,962 | Wildon                                                             | 298 m ü. A.                                                        |
| Haltepunkt / Haltestelle | 238,442 | Lebring                                                            | 291 m ü. A.                                                        |
| ehemaliger Dienststation / Betriebs- oder Güterbahnhof | 240,750 | Gralla                                                             | 288 m ü. A.                                                        |
| Haltepunkt / Haltestelle | 244,335 | Kaindorf a. d. Sulm                                                | 281 m ü. A.                                                        |
| Überleitstelle / Spurwechsel | 245,177 | Üst Wildon 3                                                       | Üst Wildon 3                                                       |
| Abzweig geradeaus und ehemals von rechts | | Sulmtalbahn von Pölfing-Brunn                                      | Sulmtalbahn von Pölfing-Brunn                                      |
| Bahnhof | 246,756 | Leibnitz                                                           | 275 m ü. A.                                                        |
| ehemaliger Haltepunkt / Haltestelle | 249,454 | Wagna 1945 aufgelassen                                             | Wagna 1945 aufgelassen                                             |
| Dienststation / Betriebs- oder Güterbahnhof | 251,750 | Retznei                                                            | 271 m ü. A.                                                        |
| Haltepunkt / Haltestelle | 253,948 | Ehrenhausen                                                        | 260 m ü. A.                                                        |
| Abzweig geradeaus und von links | | von Bad Radkersburg                                                | von Bad Radkersburg                                                |
| Bahnhof | 257,915 | Spielfeld-Straß                                                    | 263 m ü. A.                                                        |
| Grenze | 260,127 | Staatsgrenze nächst Spielfeld-Straß A / SLO                        | Staatsgrenze nächst Spielfeld-Straß A / SLO                        |
| | | nach Maribor–Ljubljana–Triest                                      |                                                                    |
| | |                                                                    |                                                                    |
| vormals zweigleisige Strecke – ab 1945 nur mehr eingleisig Dieser Abschnitt wird in Zukunft wieder zweigleisig ausgebaut. | |                                                                    |                                                                    |
| vormals zweigleisige Strecke – ab 1945 nur mehr eingleisig Dieser Abschnitt ist wieder zweigleisig ausgebaut und in Betrieb. | |                                                                    |                                                                    |

Die Bahnstrecke Wien–Spielfeld-Straß ist eine elektrifizierte Hauptstrecke des österreichischen Schienennetzes, die von Wien über Graz nach Spielfeld-Straß verläuft. Sie ist die zweitmeistbefahrene Eisenbahnstrecke in Österreich und Teil einer der wichtigsten Transitrouten in Europa. Errichtet wurde die Strecke – zusammen mit ihrer südlichen Fortsetzung bis nach Triest – als (Österreichische) Südbahn; wobei diese Bezeichnung auch heute noch sehr gängig ist.
Sie gehört zum Kernnetz der Österreichischen Bundesbahnen (ÖBB) und ist der nördliche Abschnitt der historischen österreichischen Südbahn, die von Wien über Graz zum – damals österreichischen – Mittelmeerhafen Triest führte. Die historische Südbahn wurde mit Ausnahme des ersten Streckenabschnittes von Wien nach Gloggnitz von der privaten Südbahn-Gesellschaft und betrieben. Das umgangssprachlich ebenfalls als Südbahn bezeichnete Unternehmen baute und betrieb zahlreiche weitere Eisenbahnstrecken im damaligen Österreich.
Der Begriff ist weiter nicht zu verwechseln mit dem ÖBB-eigenen Ausdruck Südstrecke, welcher die Strecken
- Wien–Bruck an der Mur–Graz–Spielfeld-Straß (heutige Südbahn) und
- (Wien–)Bruck an der Mur–Klagenfurt–Villach–Thörl-Maglern–Tarvis (Rudolfsbahn, Drautalbahn)

bezeichnet.
Seit der Einbindung des Wiener Hauptbahnhofs wurde der eigentliche Startpunkt der Südbahn 1,831 km weiter in die neue Betriebsstelle Wien Hbf-Südosttangente vorverlegt, dabei weist der Bereich des Hauptbahnhofs zwecks klarer betrieblicher Unterscheidbarkeit zu den anschließenden Strecken eine Kilometrierung im 100er-Bereich  auf.

## Abgrenzung
Historisch gesehen handelt es sich bei der 'Südbahn' um eine Aktiengesellschaft, die ein umfangreiches Streckennetz im Süden der österreichisch-ungarischen Monarchie betrieb:
Die Hauptstrecke Wien–Triest, früher auch Erzherzog Johann-Bahn bezeichnet, führte in Nord-Süd-Richtung von Wien über Niederösterreich und die Steiermark mit ihrer Hauptstadt Graz, sodann über die erst 1918 entstandene slowenische Staatsgrenze nächst Spielfeld-Straß nach Marburg/Drau, Laibach und Triest. Die Bezeichnung Erzherzog Johann-Bahn entstand 1839 nach einem Vortrag Erzherzog Johanns beim Innerösterreichischen Industrieverein zum Bau einer Eisenbahnverbindung zwischen Wien und Triest. Die Südbahn war im Kaisertum Österreich und von 1867 an in der österreichisch-ungarischen Monarchie die Verbindung Wiens zur Adria, Triest, Haupthandelshafen der Monarchie. Eine Verbindungsstrecke führte von Bruck an der Mur nach Leoben, wo sie an die Flügelstrecke der k.k. priv. Kronprinz Rudolf-Bahn (KRB), die über Kärnten an die italienische Grenze nächst Thörl-Maglern führt, anschließt. Heute wird ein Teil der KRB zur Südbahn gerechnet.
- Bahnstrecke Spielfeld-Straß–Trieste Centrale
- Bahnstrecke Bruck an der Mur–Leoben

Weitere wichtige Strecken der historischen Südbahn:
- Brennerbahn Innsbruck–Verona
- Marburg/Drau–Klagenfurt–Innichen–Franzensfeste als Verbindungsstrecke zwischen Wien–Triest und der Brennerbahn
  - Drautalbahn Marburg/Drau–Innichen
  - Pustertalbahn Innichen–Franzensfeste
- Bahnstrecke Pivka–Rijeka als Verbindungsstrecke von Wien–Triest zum Seebad Opatija/Abbazia in der Kvarner-Bucht und zum Hafen Rijeka/Fiume
- Triest–Venedig–Verona–Mailand

Einige der Strecken gehören nicht mehr zum österreichischen Staatsgebiet und mussten daher abgegeben werden oder wurden unter anderer Regie fertiggestellt.
Im Gegensatz zu den meisten anderen österreichischen Bahnstrecken war das Regelgleis auf der historischen Südbahn links. Auf der Flügelstrecke von Bruck an der Mur nach Leoben Hbf (und weiter bis Tarvisio Boscoverde) besteht Rechtsverkehr. Am 6. August 2012 wurde die Strecke zwischen Wien und Payerbach-Reichenau auf Rechtsbetrieb umgestellt. Anlass war die im Dezember 2012 erfolgte Eröffnung des Lainzer Tunnels, der seither die Westbahn (Regelbetrieb rechts) mit der Südbahn verbindet. Seit dem 15. Dezember 2019 verkehren die Züge auch auf der Strecke Payerbach-Reichenau bis Bruck an der Mur im Rechtsverkehr. Mit Inbetriebnahme des steirischen Abschnittes der Koralmbahn wird jedoch auch auf der Südbahn der Linksbetrieb endgültig beendet.

## Bau und Geschichte

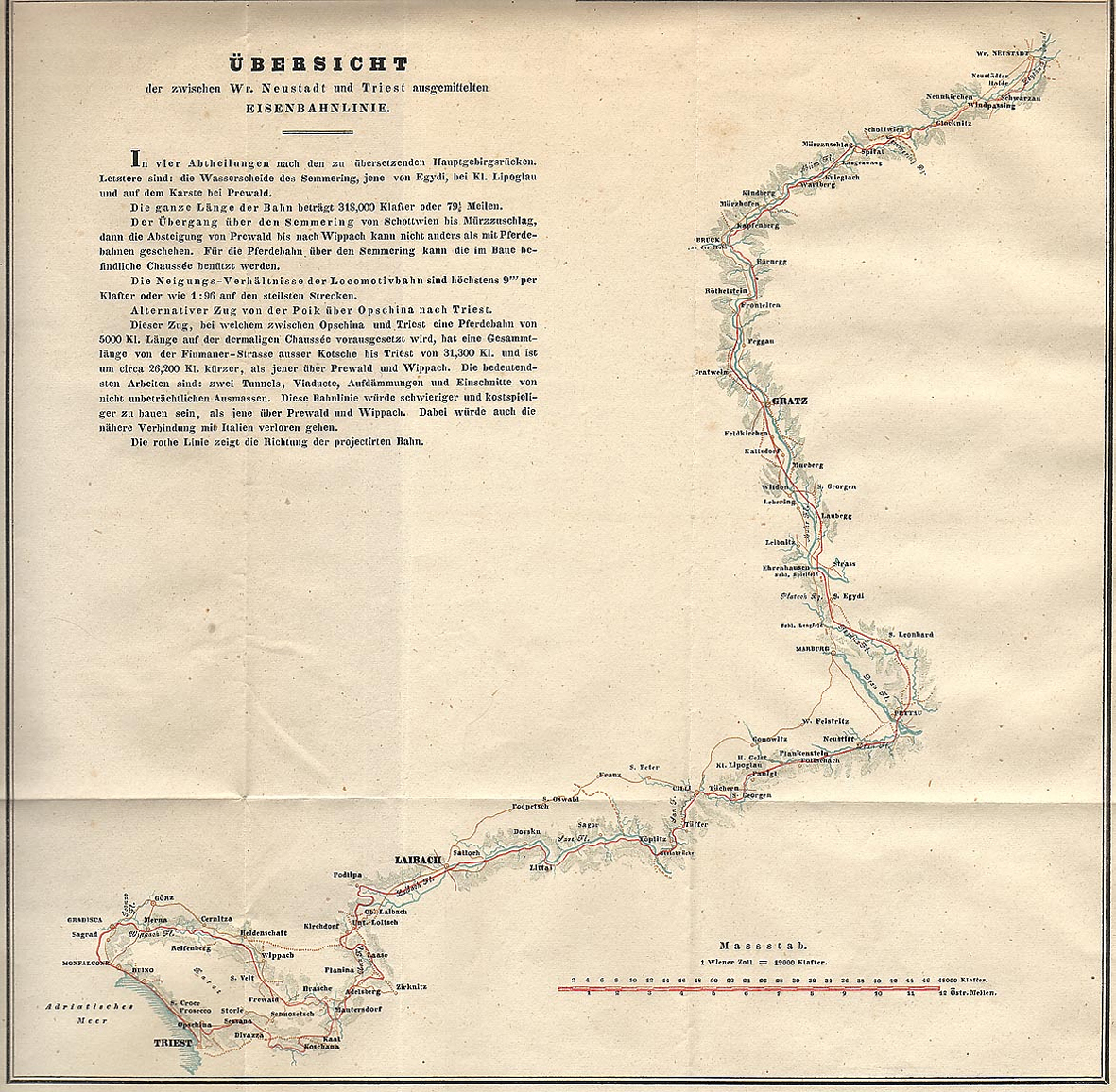
Streckenplanung, 1841

Bereits 1829 gab es die erste Idee einer Eisenbahnstrecke von Wien an die Adria. Franz Xaver Riepl schlug dafür eine Streckenführung über Bruck an der Leitha, Ungarisch Altenburg (Mosonmagyaróvár), Steinamanger (Szombathely), Marburg (Maribor) und Laibach (Ljubljana) nach Triest vor. Durch die östliche Streckenführung über Ungarn sollten die Ostalpen und der Semmering-Pass umgangen werden.

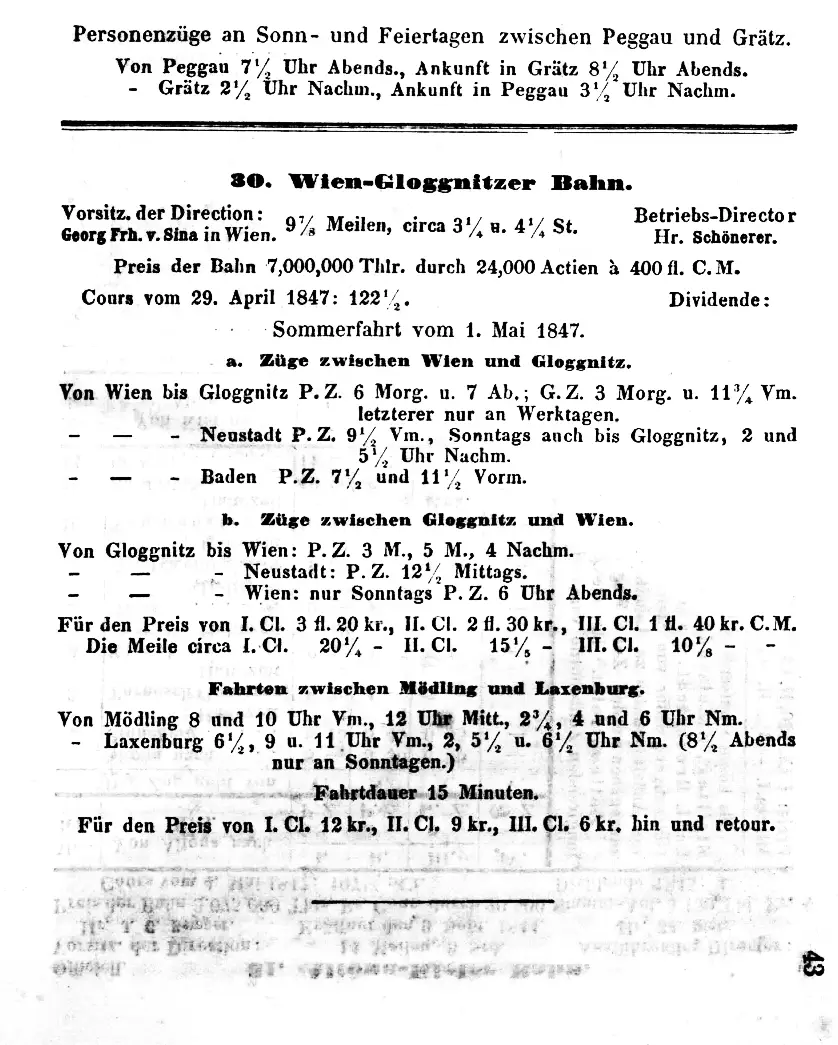
Wien-Gloggnitz 1847

Am Bahnbau von Wien in Richtung Ungarn ebenfalls interessiert war der Unternehmer Baron Georg Simon von Sina, um den Transport gegenüber der nur bedingt schiffbaren Donau zu verbessern. Daher beauftragte er Matthias Schönerer mit den Planungen für eine Eisenbahn von Wien über Schwechat und Bruck an der Leitha nach Raab (Győr) mit einer Abzweigung nach Pressburg (Bratislava). Ebenso plante er eine weitere Strecke von Wien über Wiener Neustadt und Ödenburg nach Raab. 1836 beantragte Sina für diese Strecken bei der kaiserlichen Regierung die Bewilligung für Vorarbeiten. Zur gleichen Zeit gab es auch in Triest Bestrebungen für eine Bahnverbindung mit Wien. Sina verband dies mit seinen Plänen und stellte bei seinem Konzessionsgesuch für die genannten Strecken einen Weiterbau nach Triest und Ofen (Buda) in Aussicht.

### Rahmen

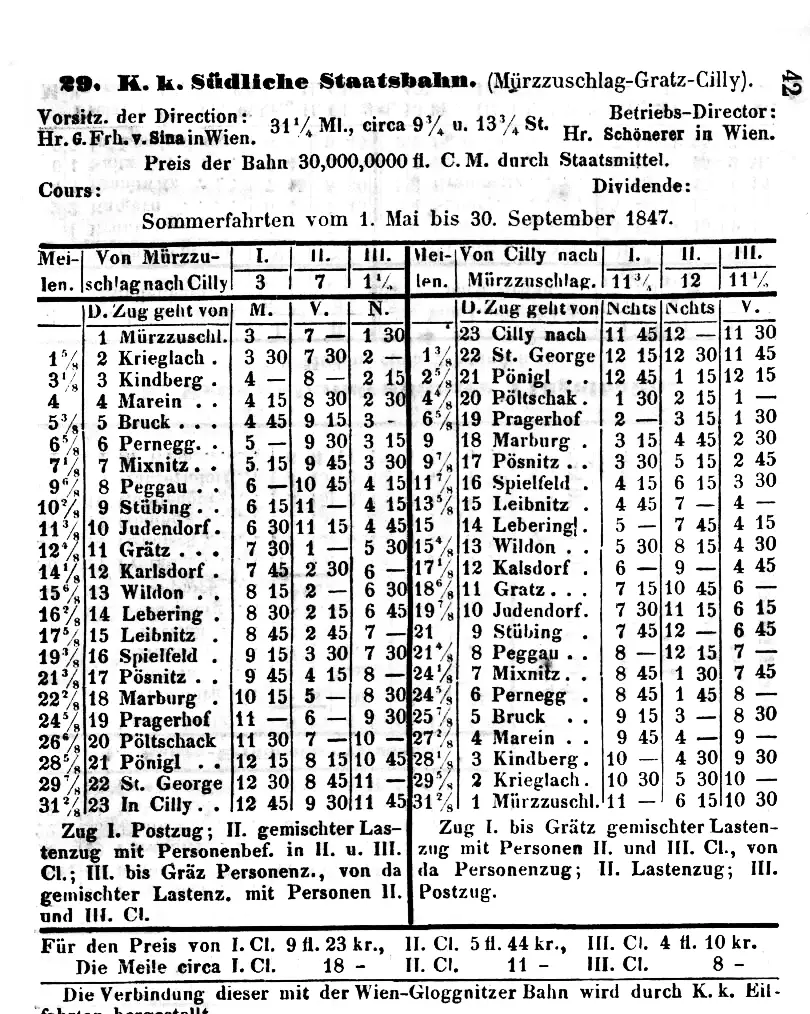
Südbahn ab Mürzzuschlag 1847

Das Projekt einer österreichischen Bahnstrecke von Wien nach dem damals österreichischen Mittelmeerhafen Triest und nach dem damals ebenfalls noch zum Kaisertum Österreich gehörenden Mailand musste große topographische Hindernisse überwinden. Das für Österreich militärstrategisch, politisch und ökonomisch wichtige Projekt fiel zeitlich mit dem Streben der verschiedenen italienischen Territorien nach einem Nationalstaat (Risorgimento) zusammen. Die Streckenführung ist auch als Reaktion auf die Autonomiebestrebungen des ungarischen Reichsteils zu sehen, die 1867 in den Österreichisch-Ungarischen Ausgleich mündete; eine Verbindung von Wien nach Marburg (Maribor) durch ungarisches Gebiet wäre bei etwa gleicher Länge technisch einfacher und dadurch preiswerter gewesen als die Semmeringbahn.
Als erstes in Betrieb genommen wurden die Teilstrecken zwischen Wien und Gloggnitz am Nordfuß des Semmerings (5. Mai 1842) und zwischen Mestre (bei Venedig) und Padua ebenfalls 1842. Als nächste Teilstrecke wurde 1844 der steirische Abschnitt zwischen Mürzzuschlag und Graz fertiggestellt (Inbetriebnahme am 24. Oktober 1844). Bis zum Ende der 1840er Jahre folgten die Strecken von Graz nach Cilli (Celje) (1. Juli 1846) und weiter bis Laibach (Ljubljana) (26. September 1849) sowie von Padua nach Verona. 1848/49 begann auch der Eisenbahnbetrieb im Königreich Sardinien-Piemont, dem Gegenspieler Österreichs in (Nord-)Italien.
Mit dem Bau der spektakulären Semmeringbahn wurde im August 1848 begonnen. Am 17. Juli 1854 konnte zwischen Gloggnitz und Mürzzuschlag der reguläre Zugbetrieb aufgenommen werden. Die Südbahn war somit zwischen Wien und Laibach (Ljubljana) durchgehend befahrbar. Die Überquerung der Wasserscheide zwischen dem Donauraum und dem Adriatischen Meer mit der Linienführung der Bahn über steil abfallenden Karst war aber erst drei Jahre später möglich. Ab dem 12. Juli 1857 konnte man mit dem Zug durchgehend von Wien nach Triest reisen und ab dem 12. Oktober 1857 auch von Venedig nach Mailand. Inzwischen hatte auch das Piemont ein Schienennetz, das zu jener Zeit fast so dicht war wie jenes von Belgien.
Als am 3. Oktober 1860 der Lückenschluss zwischen Triest und Udine eine Zugfahrt von Triest nach Mailand ermöglichte, hatte das Kaisertum Österreich die Lombardei und deren Hauptstadt aber schon an Sardinien-Piemont verloren. Die letzte Gleislücke zwischen Mailand und dem Piemont bei Magenta war am 1. Juni 1859 geschlossen worden, drei Tage bevor die Donaumonarchie dort eine Schlacht gegen Sardinien-Piemont und Frankreich verlor.
Im Friedensvertrag vom 10. November 1859 trat die österreichische Regierung ihre Pflichten und Rechte hinsichtlich der in der Lombardei gelegenen Eisenbahnen (Magenta – Mailand – Peschiera, 176 km, Mailand – Camerlata – Como, 44 km, zusammen 220 km im Betrieb, nebst einer Anzahl weiterer Konzessionen) an Sardinien-Piemont ab. Die auf österreichischem Staatsgebiet gelegenen Linien wurden von Wien, die lombardischen von Mailand aus verwaltet.
1861 wurde das Königreich Italien ausgerufen, das an das Kaisertum Österreich Gebietsansprüche stellte. 1866 musste die Donaumonarchie mit Venetien den größten Teil der beanspruchten Gebiete via Frankreich an das Königreich Italien abtreten, als Folge der Niederlage im Deutschen Krieg gegen das mit Italien verbündete Preußen.

### Die Wien-Raaber Eisenbahn nach Gloggnitz

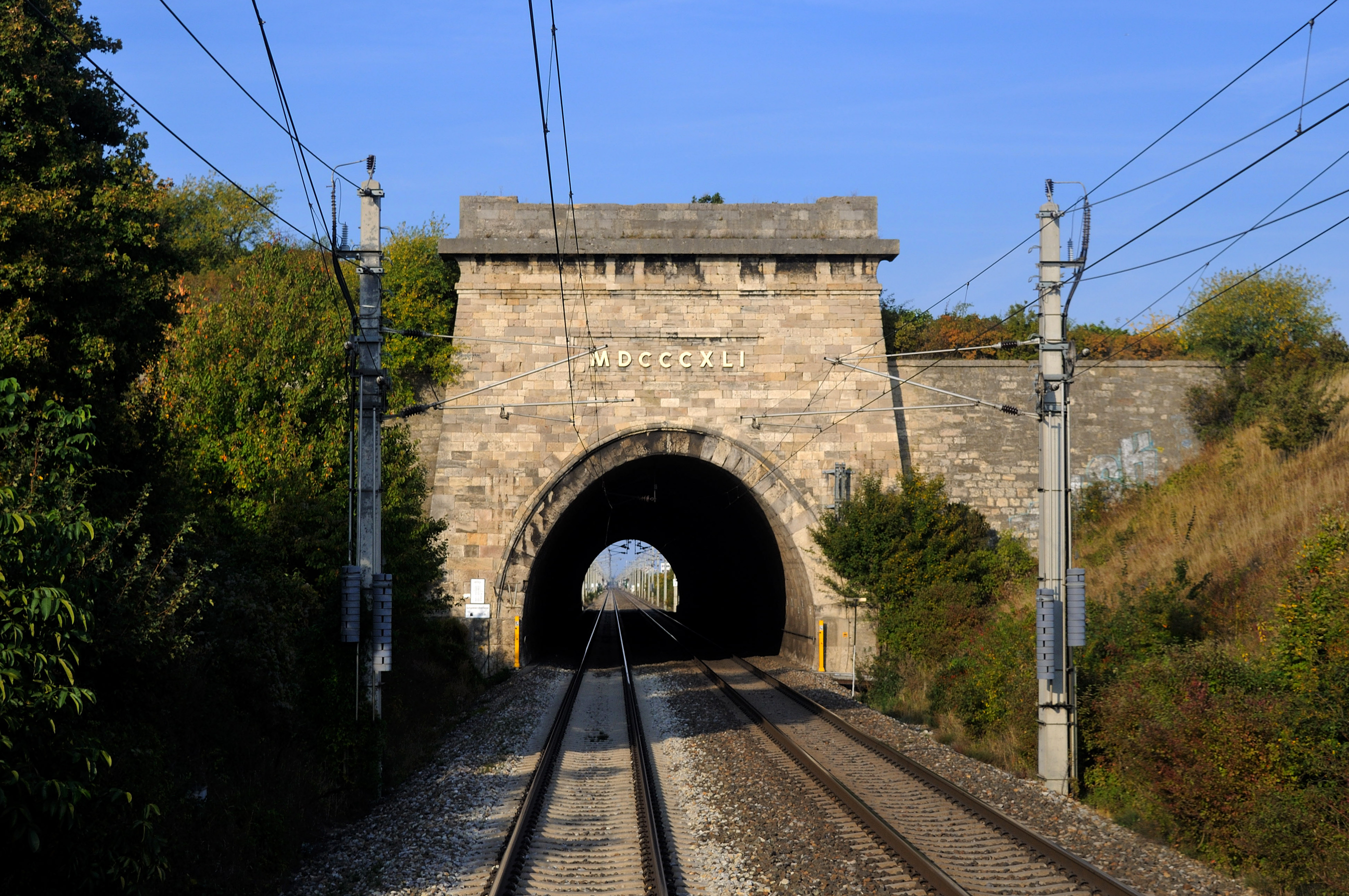
Busserltunnel bei Gumpoldskirchen, der älteste Bahntunnel Österreichs

Am 2. Jänner 1838 erhielt Sina eine vorläufige Baugenehmigung für die beantragten Bahnstrecken, aber kein ausschließliches Privileg. Daraufhin kam es am 20. März 1838 zur Gründung der Wien-Raaber Eisenbahn-Gesellschaft, von deren 12,5 Mio. Gulden Aktienkapital 8,5 Mio. in der Hand Sinas waren. Die ursprüngliche beabsichtigte Benennung Kaiser-Ferdinand-Südbahn wurde vom Kaiser abgelehnt.
Im April 1839 wurden die Bauarbeiten im Abschnitt Baden–Wiener Neustadt begonnen, im August auf dem Abschnitt von Baden nach Wien. Am 16. Mai 1841 konnte dann der erste Abschnitt der späteren Südbahn zwischen Baden und Wiener Neustadt eröffnet werden. Die erste Lokomotive, die die Strecke befuhr, hieß nach ihrer Herkunft aus der US-amerikanischen Stadt „Philadelphia“. Heute noch erinnert die Philadelphiabrücke über die Südbahn beim Bahnhof Wien Meidling daran.
Am 29. Mai 1841 folgte die Eröffnung des Streckenabschnitts Baden–Mödling, am 20. Juni des Jahres die restliche Strecke bis Wien. Auf diesem Abschnitt liegt auch der erste Eisenbahntunnel in Österreich, der Gumpoldskirchener Tunnel, der ugs. als Busserltunnel bezeichnet wird. End- bzw. Ausgangspunkt der Strecke war der Wien–Gloggnitzer Bahnhof (nach heutiger Zählung der erste Südbahnhof der Stadt); in den ersten Fahrplänen wurde er als Hauptstationsplatz in Wien nächst der neuen Belvedere-Linie bezeichnet (womit auf die Nachbarschaft zum Schloss Belvedere und ein dazwischen liegendes Tor des Linienwalls verwiesen wurde). Durch die Konkurrenz des Wiener Neustädter Kanals, der ebenfalls Sina gehörte, war das Güteraufkommen gering, dagegen entwickelte sich der Personenverkehr, vor allem der Ausflugsverkehr, von Anfang an positiv.

Noch im gleichen Jahr wurde die bestehende Bahnstrecke verlängert: Am 24. Oktober 1841 konnte der Betrieb bis Neunkirchen aufgenommen werden, am 5. Mai 1842 bis Gloggnitz an den nördlichen Ausläufern des Semmerings, dessen Berglandschaft damals technisch noch nicht bewältigt werden konnte.

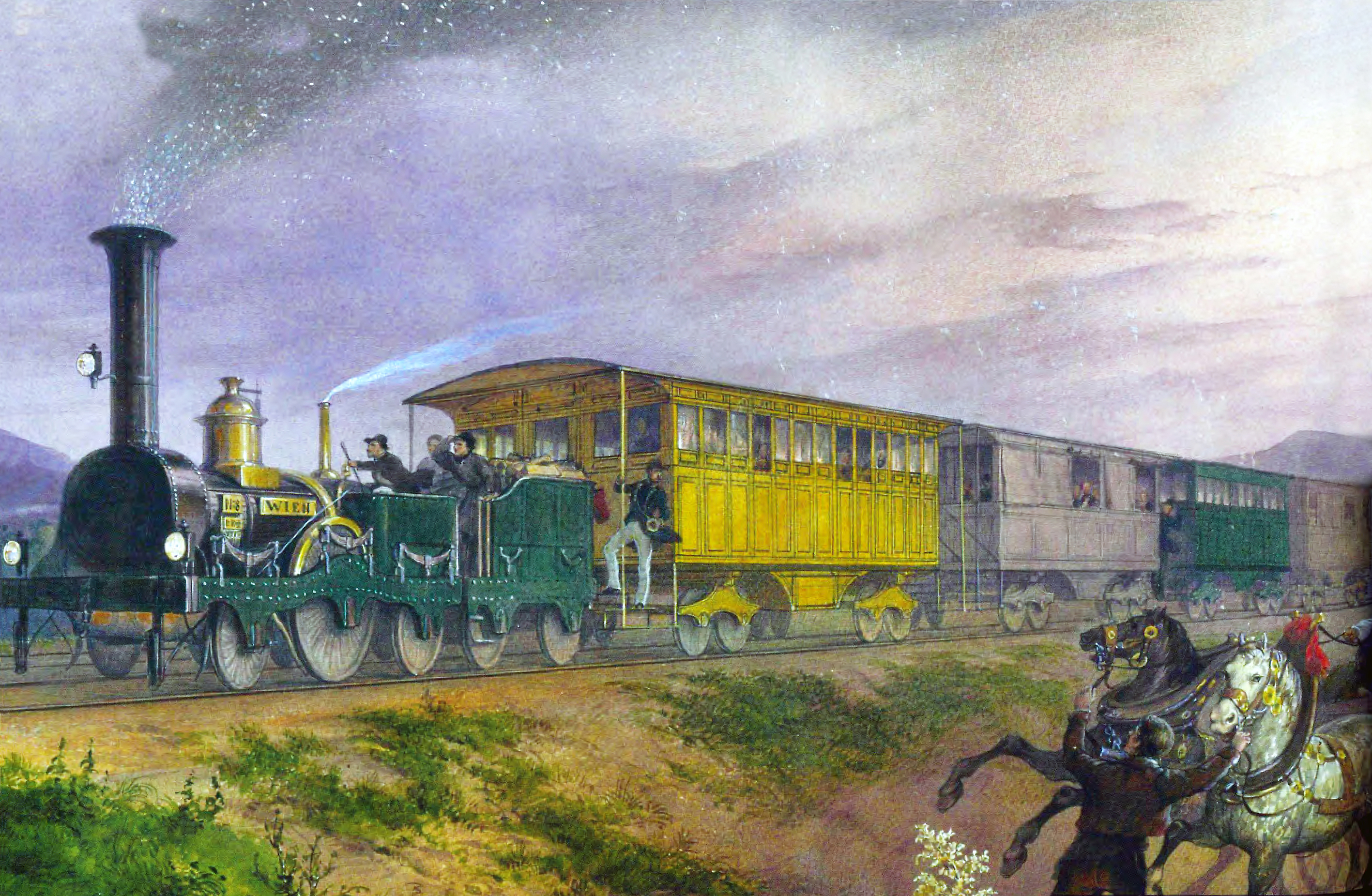
Die Südbahn zwischen Baden und Wien, 1847, Gemälde von Leander Russ

Da der Bahnbau nach Ungarn ins Stocken geraten war, wurde der Gesellschaft 1842 die Konzession für den Weiterbau nach Ungarn entzogen. Die Gesellschaft wurde in Wien-Gloggnitzer Eisenbahn-Gesellschaft umbenannt. Nach einem erneuten Konzessionsgesuch wurde Sina 1844 der Bau der heutigen Ostbahnstrecke Wien–Bruck an der Leitha sowie der Südbahn-Zweigstrecken Wiener Neustadt–Katzelsdorf(–Ödenburg) (Anschluss an das entstehende ungarische Bahnnetz) und Mödling–Laxenburg (Zubringer zum kaiserlichen Lustschloss) genehmigt.
Infolge veränderter Wirtschaftspolitik machte der österreichische Staat 1852 von seinem Übernahmerecht für die Strecke Wien–Gloggnitz, für den niederösterreichischen Teil der Zweigbahn nach Ödenburg bis zur Landesgrenze bei Katzelsdorf sowie für die Zweigbahn nach Laxenburg Gebrauch. Nach längeren Verhandlungen kam es am 30. August 1853 zum rechtsgültigen Vertrag. Die Strecken gingen damit in die Verwaltung der k.k. südlichen Staatsbahn über. Die verbliebene Gesellschaft benannte sich wieder in Wien-Raaber Eisenbahn-Gesellschaft um.

### Die k.k. südliche Staatsbahn
Trotz der Sina in Aussicht gestellten Konzession zum Weiterbau der bestehenden Strecke von Gloggnitz nach Triest nahm das k.k. Eisenbahnministerium den Bahnbau selbst in die Hand. Man wollte den wirtschaftlich bedeutenden Bahnbau nicht ausländischem Investorenkapital überlassen. So begann die k.k. südliche Staatsbahn im August 1842 unter der Leitung von Carl von Ghega mit dem Bahnbau zwischen Mürzzuschlag und Graz. Dabei wurden erstmals in Europa Radien bis zu 280 m trassiert. Am 21. Oktober 1844 konnte der Betrieb aufgenommen werden. Die Betriebsführung wurde der Wien-Gloggnitzer Eisenbahn-Gesellschaft übertragen.
1843 nahm die k.k. Südliche Staatsbahn die Bauarbeiten von Graz südwärts nach Cilli (Celje) auf. Zum Streckenbau wurden hier vermehrt Kunstbauten notwendig. Die Eröffnung dieses Streckenabschnitts erfolgte am 2. Juni 1848. (Inzwischen hatte im März 1848 in Österreich wie in anderen Staaten des Deutschen Bundes die Märzrevolution begonnen.) Mit der Eröffnung des letzten Teilstücks 1849 (mittlerweile waren die 1848er Revolutionen niedergeschlagen) konnte man von Wien bis Laibach durchgehend mit dem Zug reisen – mit Ausnahme des Semmerings, der noch mit der Postkutsche überwunden werden musste.
Im August 1848 wurden die Bauarbeiten am Semmering begonnen. Am 15. Mai 1854 konnte der Zugbetrieb zwischen Gloggnitz und Mürzzuschlag aufgenommen werden (siehe Hauptartikel: Semmeringbahn), womit die historische Südbahn bis Laibach durchgehend befahrbar war. Der Bau dieser ersten Gebirgsbahn Europas, für den Carl von Ghega verantwortlich zeichnete, wird zu den Sternstunden österreichischen Eisenbahnbaus gezählt.
Die Teilstrecke von Laibach (Ljubljana) nach Triest wurde wegen aufwändiger Trassierung im Karst erst 1857 fertiggestellt. Seitdem war die Strecke von Wien bis an die Adria durchgängig befahrbar, ein Jahr nach der Fertigstellung der französischen Verbindung von Paris nach Marseille.

### Die k.k. priv. Südbahn-Gesellschaft

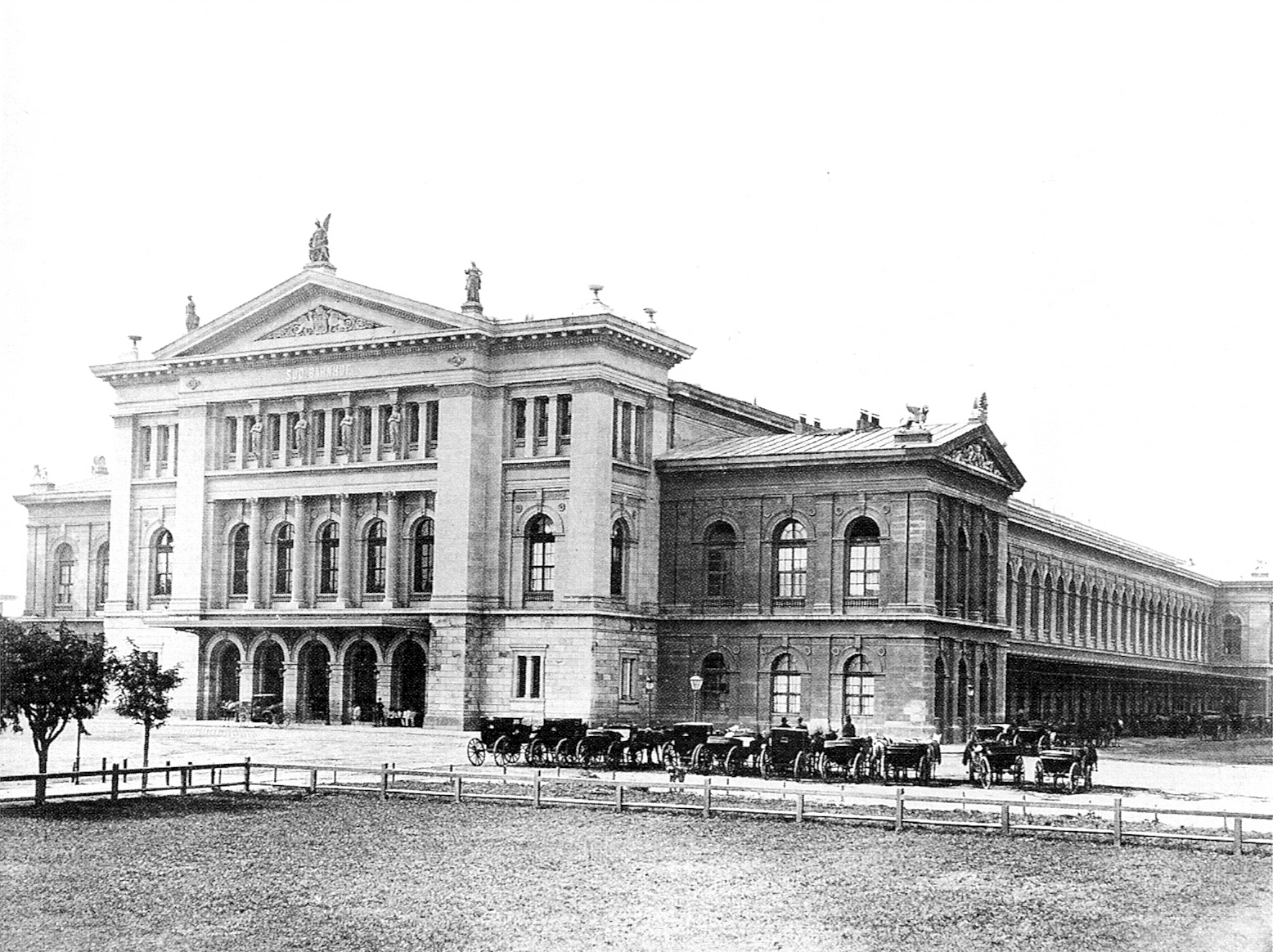
Der zweite Wiener Südbahnhof im Jahr 1875

Am 1. Mai 1851 übernahm die k.k. südliche Staatsbahn selbst die Betriebsführung zwischen Wien und Laibach. Am 23. Mai 1858 wurde sie an die k.k. privilegierte Südbahn-Gesellschaft verkauft, die den Betrieb bis zur Übernahme durch die BBÖ 1923 führte.

### Elektrifizierungsdaten

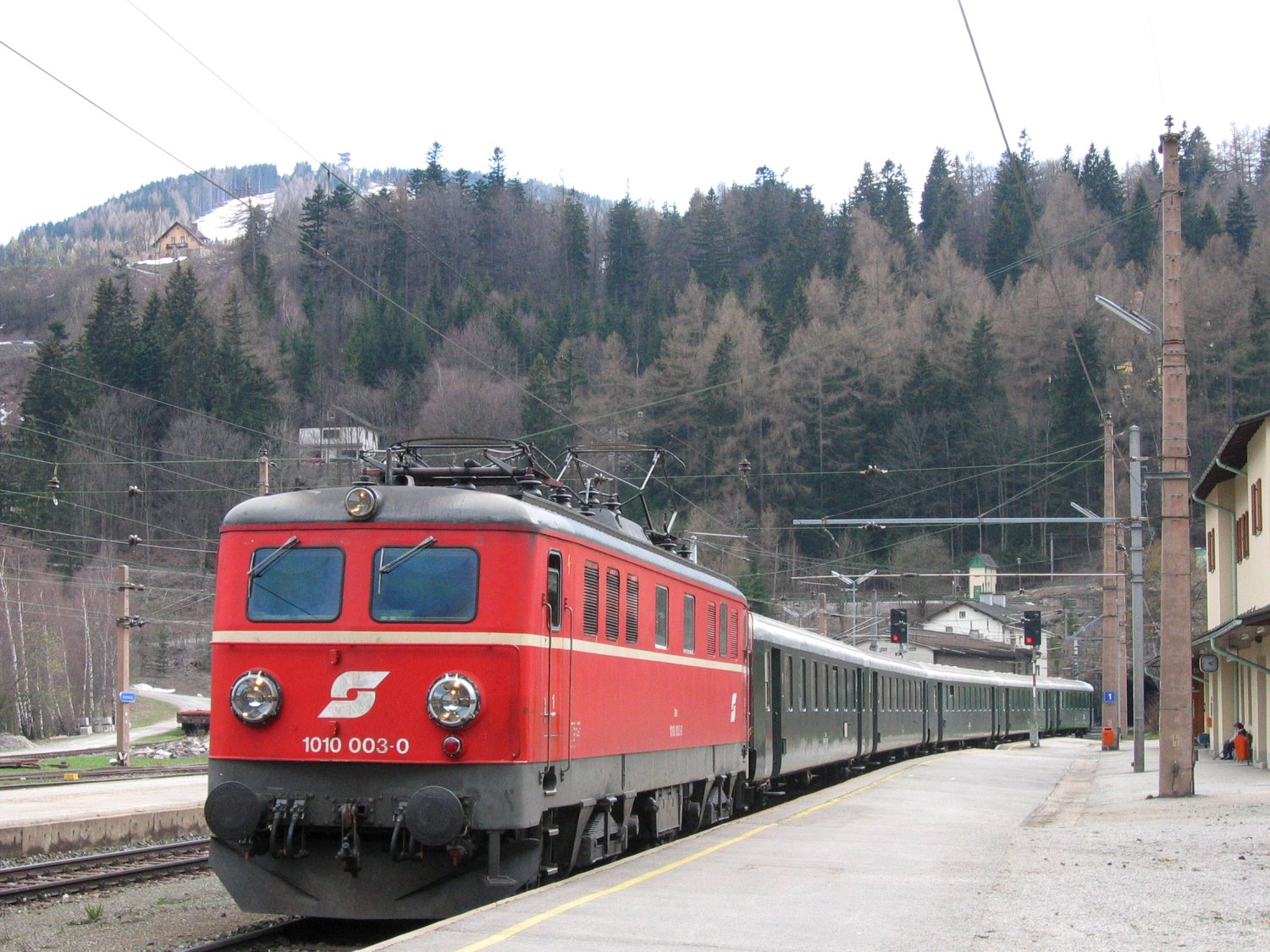
Erlebniszug Zauberberge im Bahnhof Semmering

- 29. September 1956: Wien Südbahnhof–Gloggnitz
- 28. September 1957: Gloggnitz–Payerbach-Reichenau
- 29. Mai 1959: Payerbach-Reichenau–Mürzzuschlag
- 24. Mai 1963: Mürzzuschlag–Bruck an der Mur
- 22. Mai 1966: Bruck an der Mur – Graz Hbf[9]
- 29. Mai 1972: Graz Hbf–Spielfeld-Straß (bis hier: 15 kV Wechselstrom)
- 27. Mai 1977: Spielfeld-Straß – Spielfeld-Straß-Staatsgrenze (– Maribor (Slowenien)) (3 kV Gleichstrom)
- 16. Oktober 1995: Umstellung des Bahnstroms von 16 2⁄3 Hz auf 16,7 Hz

## Betrieb
In den beiden Grenzbahnhöfen der Südbahn, Tarvis und Spielfeld-Straß, fanden ab November 1918 jahrzehntelang Personen- und Zollkontrollen statt. In Tarvis sind die Zollkontrollen mit Österreichs EU-Beitritt am 1. Jänner 1995 weggefallen, die Personenkontrollen am 1. Dezember 1997. In Spielfeld-Straß wurden die Zollkontrollen mit Sloweniens EU-Beitritt am 1. Jänner 2004 beendet, die Personenkontrollen am 21. Dezember 2007.
Der Abschnitt zwischen den Bahnhöfen Wien Meidling und Mödling gilt als überlasteter Schienenweg.

### Personenverkehr

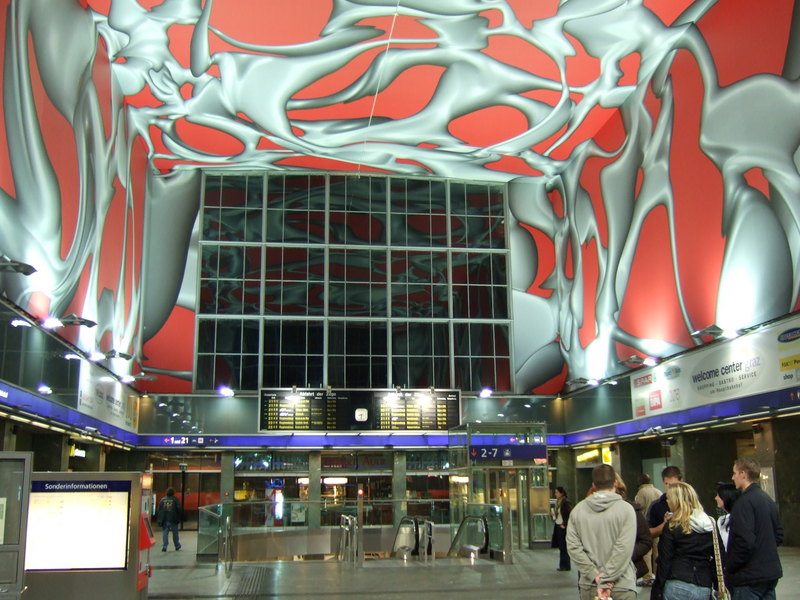
Moderne Halle des Grazer Hauptbahnhofs, gestaltet von Peter Kogler

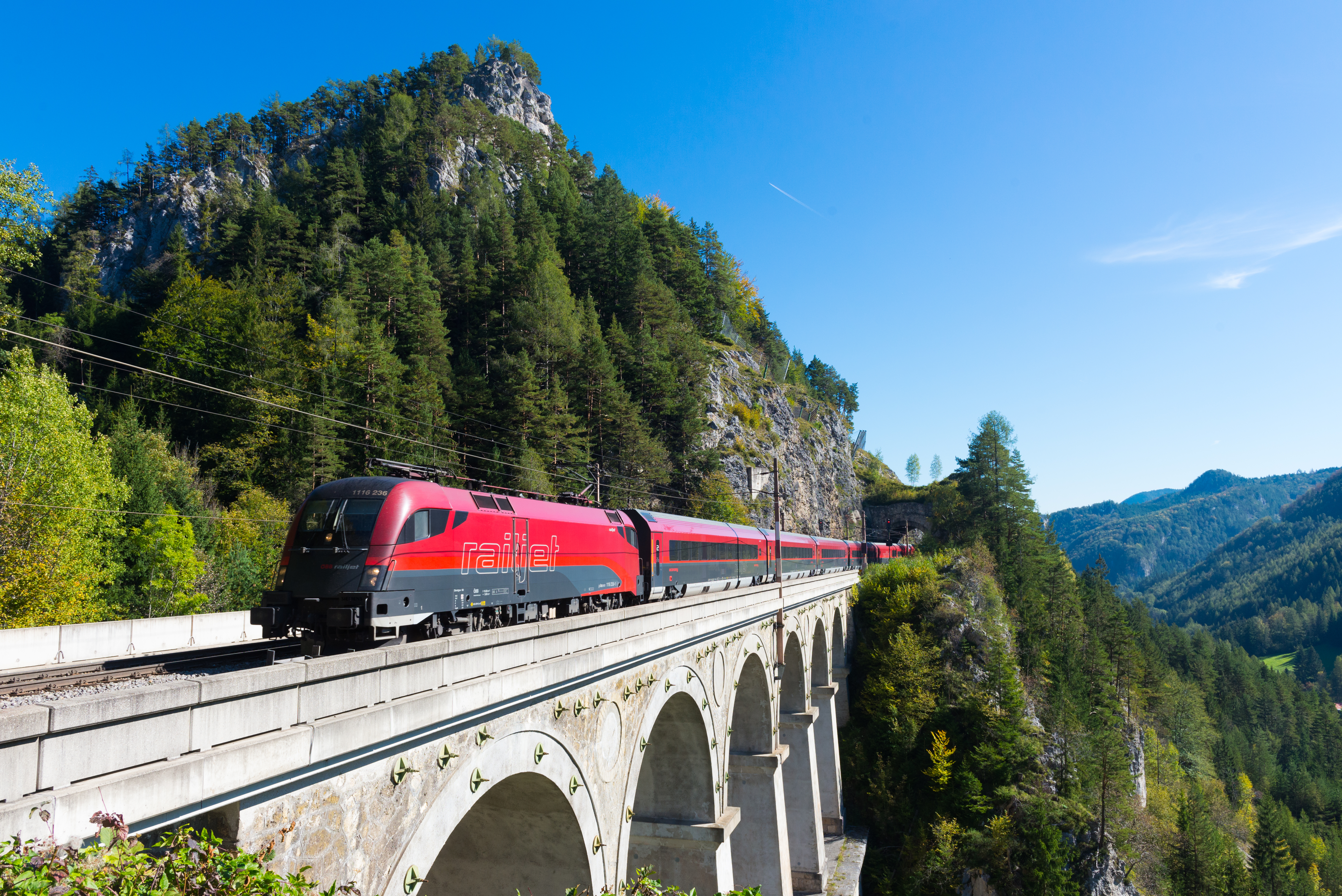
Railjet auf der Semmeringbahn

Die Südbahn war noch in den 1970er Jahren in Richtung Venedig und Triest gut frequentiert; mittlerweile ist dieser Fernverkehr infolge der Konkurrenz von Flugangeboten und Privat-Pkws stark zurückgegangen. Ob der geplante Semmering-Basistunnel und die in Bau befindliche Koralmbahn, die den Verkehr zwischen der Steiermark und Kärnten beschleunigen soll, zur Renaissance des Fernverkehrs beitragen können, bleibt offen.
Seit dem Fahrplanwechsel 2008/09 wird die Südbahnstrecke von Wien aus im Stundentakt nach Graz mit zusätzlichem Aufenthalt in Kapfenberg und alle zwei Stunden nach Villach (ein IC Zugpaar von/nach Lienz) bedient. Ein Railjet (RJ 530) aus Villach verkehrt in der Früh mit weniger Aufenthalt zwischen Villach Hauptbahnhof und Leoben Hauptbahnhof. Ein weiterer (RJ 639) verkehrt als Frühverbindung von Graz Hauptbahnhof über Bruck an der Mur mit Halt in Frohnleiten nach Villach Hauptbahnhof ab Bruck zwei Stunden vor dem ersten Taktzug aus Wien. Zwischen Bruck an der Mur-Übelstein und Graz wird die Strecke auch von Fernzügen aus Richtung Linz, Salzburg und Innsbruck befahren. Die Züge nach Kärnten beziehungsweise Osttirol werden durch den Wegfall von Aufenthalten beschleunigt. Bis auf vier Zugpaare, deren Ziel Lienz, Polen oder Slowenien ist, einen abendlichen Schnellzug von Graz Hauptbahnhof nach Wien Hauptbahnhof und ein Nightjet-Zugpaar nach Italien, werden nur mehr Railjet-Garnituren eingesetzt.
Das am stärksten ausgelastete Streckenstück der Südbahn ist der Abschnitt zwischen Wien Meidling und Wien Liesing, hier fahren etwa 370 Personenzüge pro Tag. Hauptsächlich sind das, neben dem Fernverkehr, S-Bahn-Züge, die ihre Fahrt in Wien Liesing, Mödling, Leobersdorf oder Wiener Neustadt Hbf beenden. Weiters werden zwischen Šatov bei Znaim (Nordwestbahn) sowie Břeclav (Nordbahn), beides Grenzstationen zu Tschechien, und Payerbach-Reichenau über die Wiener S-Bahn-Stammstrecke meist Doppelstockwendezüge mit modernen Lokomotiven der Baureihe 1116 sowie der Baureihe 1144 geführt. Da die Doppelstockwagen aufgrund von Profilüberschreitungen über den Semmering nicht eingesetzt werden können, verkehren zwischen Payerbach-Reichenau und Mürzzuschlag vorrangig Triebwagen der Baureihe 4020. Am Wochenende verkehrten bis vor kurzem Erlebniszüge der ÖBB-Erlebnisbahn, gezogen von Nostalgielokomotiven. Im Bereich der S-Bahn Steiermark zwischen Mürzzuschlag und Spielfeld-Straß kommen größtenteils Triebwagen der Baureihen ÖBB 4744 bzw. 4746 und ÖBB 4024 zum Einsatz.
Der (dritte) Wiener Südbahnhof wurde von Südbahnzügen zuletzt am 12. Dezember 2009 angefahren. Vom 13. Dezember 2009 bis zum 13. Dezember 2014 verkehrten Fernzüge der Südbahn von / bis Wien Meidling, Nahverkehrszüge zumeist über die Wiener S-Bahn-Stammstrecke, seit 9. Dezember 2012 mit Halt in Wien Hauptbahnhof (Bahnsteige 1 und 2 in Tieflage). Von der Süd- auf die Ostbahn übergehende Nahverkehrszüge werden seit diesem Tag bereits über die Hauptbahnhof-Bahnsteige in Hochlage geführt. Seit dem 13. Dezember 2014 verkehrt die Südbahn bis zum Wiener Hauptbahnhof, der am 13. Dezember 2015 den Fernverkehrsbetrieb auch für ÖBB-Züge der Westbahn aufnahm.

### Güterverkehr
Die früher auf eigenen Südbahnanlagen vorgenommene Zusammenstellung von Güterzügen aus dem Raum Wien wird heute größtenteils im Zentralverschiebebahnhof Wien-Kledering vorgenommen. Infolgedessen konnte der von der Bahn kaum noch benützte Frachtenbahnhof des Wiener Südbahnhofs 2009 demoliert werden. Der von der Westbahn in Wien auf die Südbahn gelangende Güterzugsverkehr wird seit 9. Dezember 2012 nicht mehr über die historische Verbindungsbahn, sondern durch den Lainzer Tunnel in Wien geführt.
Die Güterzüge werden zwischen Gloggnitz und Mürzzuschlag Güterbahnhof auf Grund der Steigungen über den Semmering meistens mit einer weiteren Lokomotive nachgeschoben. Seit Sommer 2008 verkehren auch Güterzüge eines privaten Eisenbahnunternehmens auf der Südbahn: Die LTE Logistik- und Transport-GmbH führt dreimal wöchentlich durch den Karawankentunnel einen Kerosinzug von der Erdölraffinerie Schwechat (bei Wien) zum slowenischen Hafen Koper. Weiters befährt auch ein LTE-Containerzug an einigen Werktagen die Strecke zwischen Koper und dem Güterterminal in Kalsdorf bei Graz (über Bahnhof Spielfeld-Straß).

### Unfälle
- Am 21. Oktober 1918 fuhr in der Einfahrt zum Bahnhof Kapfenberg der Schnellzug Nr. 5 von Wien nach Laibach auf einen Güterzug auf und ein Fronturlauberzug in der Gegenrichtung in die Trümmer der Unfallstelle hinein. 13 Menschen starben, darunter auch der für die Lokomotiven zuständige Direktor der Südbahn in seinem Salonwagen.

- In der Nacht vom 5. auf den 6. Februar 1921 stieß bei Felixdorf bei starkem Schneefall ein aus Italien kommender Schnellzug mit einem Güterzug zusammen. Sieben Reisende starben, 14 wurden schwer verletzt.

- Am 25. September 1951 fuhr im Bahnhof Langenwang ein Schnellzug in die Flanke eines rangierenden Güterzuges. Das Unglück forderte 22 Menschenleben; 50 Personen wurden verletzt, elf davon schwer.

- Am 23. Juni 1990 prallten ein Güter- und ein Regionalzug bei Kindberg zusammen. Ein Mensch starb, zehn wurden verletzt.[11]

#### Kollision im Polleroswand-Tunnel 2015

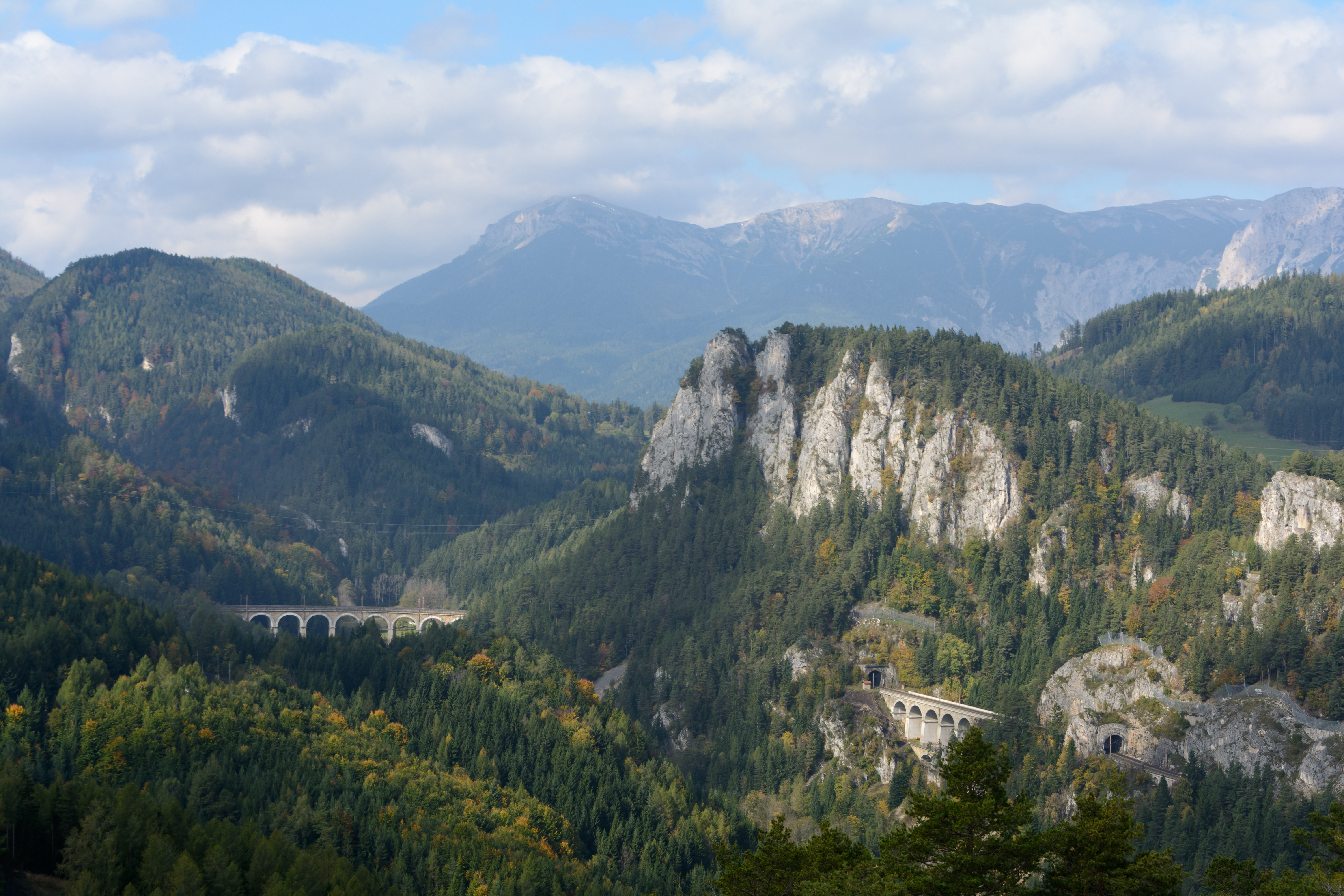
Örtlichkeit des Unfalls, von links: Kalte-Rinne-Viadukt, Polleroswand mit Tunnel-Ostportal, Krausel-Klause-Viadukt

Nach den ersten Verlautbarungen der ÖBB entgleisten am 1. Dezember 2015 um etwa 8.45 Uhr mehrere Containerwagen eines Güterzuges der ÖBB im 337 m langen Polleroswand-Tunnel. Am Nachmittag des Unfalltages wurde von den ÖBB eine etwa dreiwöchige Streckensperre angekündigt, da Teile des Zugs wieder eingehoben sowie Schienen, Signale und die Oberleitung repariert werden müssten und die Zugänglichkeit für schweres Gerät besonders erschwert sei.

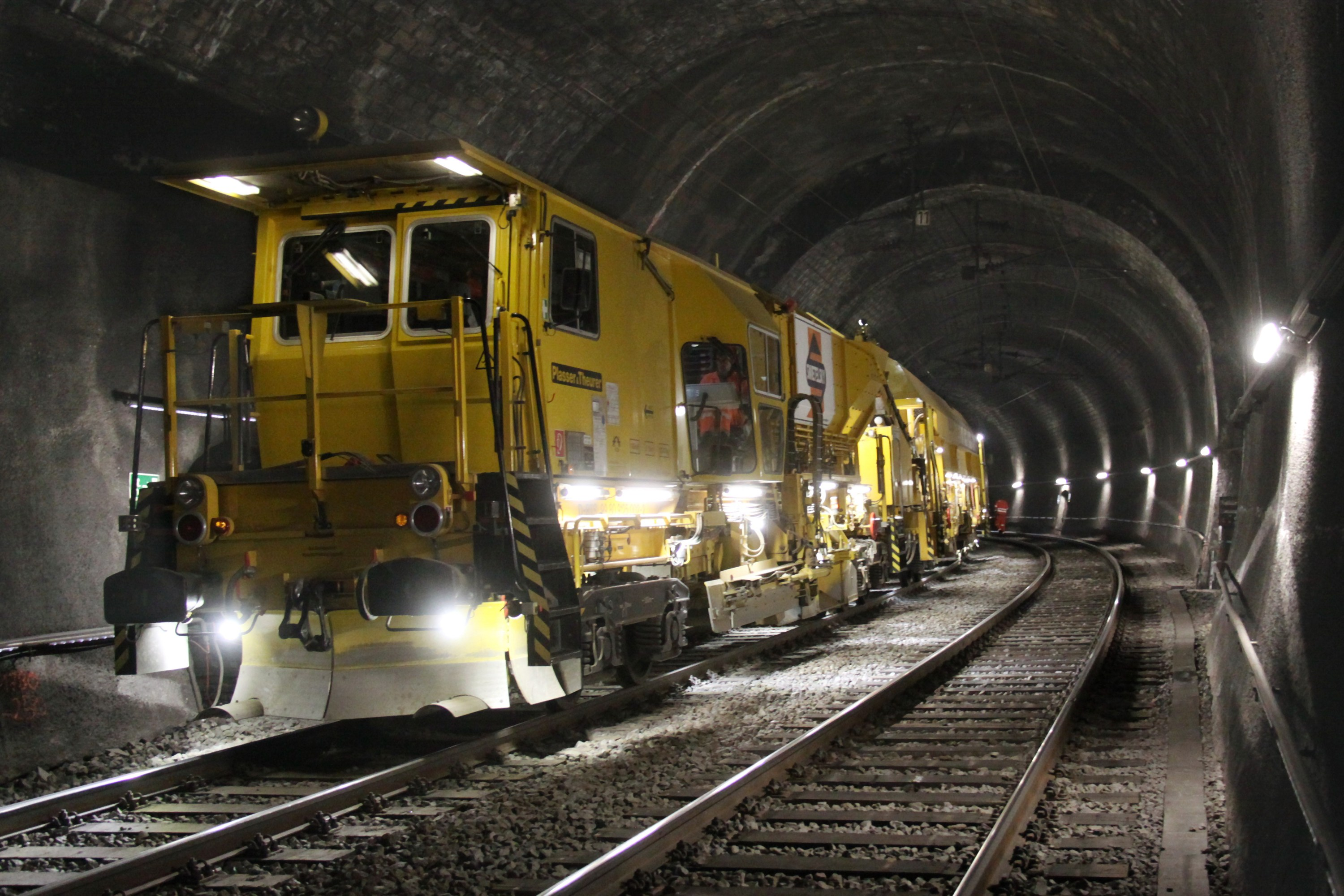
In diesem Bereich des Polleroswand-Tunnels ereignete sich der Zusammenstoß

An das Ostportal des Polleroswand-Tunnels schließt der geradlinige Krausel-Klause-Viadukt in Richtung des nahen Bahnhofes Breitenstein (Strecken-km 97,6) an, an das Westportal (bei km 98,7) der nach links gekurvte Kalte-Rinne-Viadukt Richtung Haltestelle Wolfsbergkogel (km 102,1) und Bahnhof Semmering (km 103,4). Die Kalte-Rinne-Straße führt direkt unter dem gleichnamigen Viadukt hindurch und verläuft etwa 150 m südlich parallel zum anderen Viadukt, jedoch in viel tieferer Lage. Die Unfallstelle war somit nur via Gleistrasse und über steile Fußpfade erreichbar. Der Tunnel verläuft nahezu bis ans Westportal geradlinig. Das Regelgleis ist ab km 82 (Payerbach-Reichenau) links, die am Unfallgeschehen beteiligten Fahrzeuge befanden sich auf diesem linken, bergauf führenden Gleis in Streckenrichtung Süden (Graz, Spielfeld). Die Waggons hatten ISO-Container geladen, jedoch laut ÖBB kein Gefahrgut.
Im Laufe des 2. Dezember 2015 stellte sich die Situation nach weiteren Aussendungen der ÖBB derart dar, dass es sich nicht nur um eine Entgleisung handelte, sondern um eine Kollision eines zurückrollenden Güterzuges, der hinter einem durch eine Zugtrennung zwangsgebremsten Güterzug anhalten musste, mit einer bergwärts fahrenden ÖBB 1144. Diese 1144 hätte als Hilfslok den zweiten, wartenden Zug in den Haltepunkt Breitenstein zurückbringen sollen. Während der Anfahrt der bergauf fahrenden Hilfslok setzte sich der wartende Zug, der ursprünglich ebenfalls bergauf unterwegs war, unbeabsichtigt rückwärts in Bewegung und erreichte eine Geschwindigkeit von bis zu 60 km/h, bevor es zur Kollision kam. Der Lokführer der bergauf fahrenden 1144 wurde bei dem Zusammenprall leicht verletzt.
Für Passagiere wurden Schienenersatzverkehre mit Autobussen eingerichtet: Für den Fernverkehr im Abschnitt Gloggnitz (NÖ) – Mürzzuschlag (Steiermark), für den Nahverkehr von Payerbach-Reichenau bis Semmering.

## Streckenverlauf

### Wien – Gloggnitz
Die Strecke beginnt im Wiener Hauptbahnhof, der – wie auch der ursprüngliche Wiener Südbahnhof – auf der Arsenalterrasse über dem Oberen Belvedere liegt. Geradlinig nach Südwesten geht es bis zum Bahnhof Meidling, hinter dem der „Kabelberg“ (und damit die Ausläufer des Wienerbergs) in einem breiten Einschnitt gequert wird. Nach diesem Einschnitt verläuft die Trasse auf einem Damm bei Hetzendorf in einem weiten Linksbogen nach Atzgersdorf und dort weiter am flachen Abhang des Wienerwalds. Die Liesing quert unter dem Bahnhof Liesing. Die Trasse folgt dem Wienerwaldrand nach Süden. Über Mödling geht es durch das Weinbaugebiet von Gumpoldskirchen mit dem „Busserltunnel“, in Baden überbrückt man auf langem Damm die Schwechat. Südlich von Bad Vöslau führt die Strecke nahezu geradlinig durch das Steinfeld, in welchem sie über Leobersdorf und Felixdorf nach Wiener Neustadt gelangt. Dort, noch im Hauptbahnhof, biegt die Trasse in einer Rechtskurve zum weiteren Verlauf parallel zur Neunkirchner Allee Richtung Gloggnitz ab. Der Höhenunterschied zwischen Wiener Neustadt und Neunkirchen beträgt dabei etwa 100 Meter. Ab Neunkirchen liegt die Strecke linksseitig geradlinig im noch breiten Schwarzatal. Danach führt die Südbahnstrecke im Bahnhof Gloggnitz am Silberberg vorbei, an dem 1848 der Bau der nun folgenden Semmeringbahn begann.

### Gloggnitz – Mürzzuschlag (Semmeringbahn)

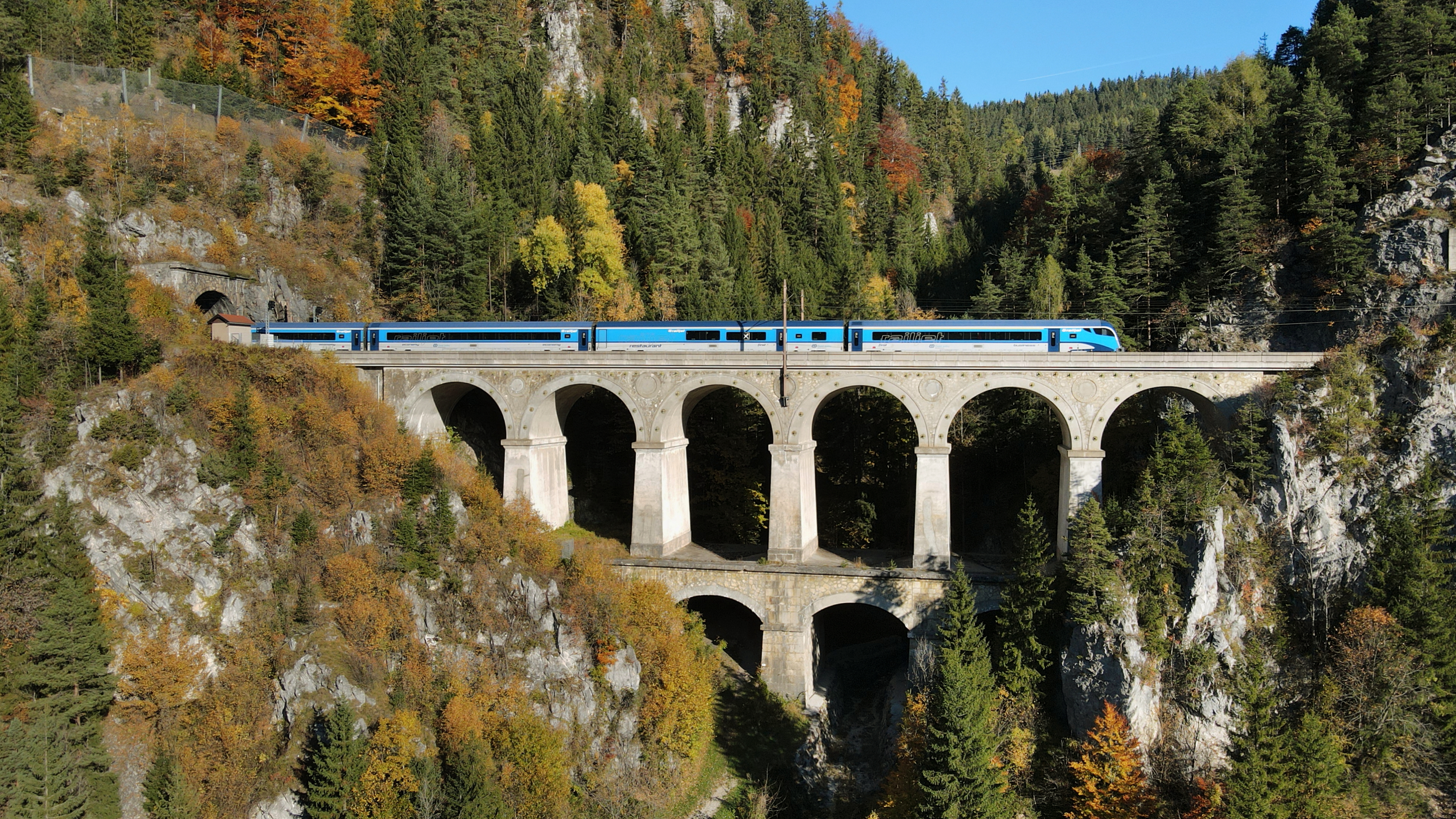
Viadukt Krausel-Klause zwischen Gloggnitz und Mürzzuschlag

Siehe den zugehörigen Eintrag unter --> Semmeringbahn.

### Mürzzuschlag – Graz
Kurz nach dem Bahnhof Mürzzuschlag wird die Mürz gekreuzt und die Trasse folgt danach im Talboden dem Mürztal bis Bruck an der Mur, mit mehreren Brücken über die Mürz. Zunächst hält sich die Südbahn an den nördlichen Bergfuß, ehe nach Wartberg die sogenannte „Mürzschleife“ um den Wartbergkogel folgt und in weiterer Folge bis Kapfenberg das deutlich geweitete Tal geradlinig durchmessen wird. In Kapfenberg passiert die Strecke eine Talenge, die sich bis Bruck an der Mur nur mehr mäßig weitet.
Der Bahnhof Bruck an der Mur ist eine wichtige Abzweigstation, hier zweigt die Strecke Richtung Leoben–Kärnten–Italien ab. Die Südbahn folgt dann Richtung Graz dem mittleren Murtal auf dessen östlicher Seite bis zur Murbrücke vor dem Tunnel unter dem Kugelstein, mit dem die alte, nicht mehr verwendbare Badlwandgalerie umfahren wird. Gleich danach kehrt die Trasse an das Ostufer der Mur zurück. Bei Peggau wechselt die Trasse auf die westliche Seite des Murtales. Bei Stübing folgt die Trasse einige Kilometer eng dem Bergfuß, um die Talenge zwischen Raach und Gösting zu passieren. Ab Gösting verläuft die Strecke dann geradlinig im sich weitenden Grazer Becken zum Grazer Hauptbahnhof.

### Graz – Spielfeld-Straß – Staatsgrenze zu Slowenien
Die Südbahn gelangt geradlinig südwärts durch das flache Grazer Becken über Puntigam, den Flughafen Graz-Thalerhof und Werndorf rechtsufrig der Mur an den Wildoner Berg, wo sich die Bahnstrecke nahe Wildon wegen einer Engstelle direkt an die Mur schmiegt. Ab Lebring geht es über die Fluren des Leibnitzer Felds südwärts über Leibnitz bis südlich von Wagna, wo die Sulm zur Nutzung der steilen Westhanglage des Murtals überbrückt und bei Retznei die erste Engstelle am rechten Ufer passiert ist. Die hochwassersichere Hangfußlage wird über Ehrenhausen bis zum Grenzbahnhof Spielfeld-Straß beibehalten. Ab letzterem gelangt die Südbahn in einem Seitengraben des Murtals, bereits in den Windischen Büheln gelegen, zusammen mit der A2 und der Bundesstraße 67 zur Staatsgrenze kurz vor Šentilj/St. Egidi.

## Ausbau
Die Südbahn zwischen Wien-Meidling und Mödling wird auf vier Gleise ausgebaut. Für 2022 wird der Beginn des Umweltverträglichkeitsprüfungsverfahrens, für 2027 der Beginn der Hauptbauphase angegeben. Zum Ausbau gehört auch die Neuerrichtung von zwei zusätzlichen Haltestellen für die daneben liegenden Stadtentwicklungsgebiete: Wien Benyastraße und Brunn Europaring. Durch den Ausbau soll ein 5-Minuten-Taktfahrplan zwischen Meidling und Liesing sowie ein 10-Minuten-Takt weiter nach Mödling möglich werden. Die Haltestellen sollen vollständig barrierefrei zugängliche Inselbahnsteige erhalten.
Der Südbahn-Abschnitt Graz-Puntigam–Staatsgrenze nächst Spielfeld–Straß (29,4 km) wurde im Jahr 1956 auf ein Gleis zurückgebaut. Zweigleisig verblieb die Ausweiche Gralla.
Die zweigleisige Wiederherstellung begann 2009 und ist in sieben Bauabschnitte unterteilt. In der ersten Ausbaustufe wurde die Strecke Graz–Kalsdorf–Werndorf zweigleisig hergestellt. Am 22. November 2009 wurde der Abschnitt Lebring–Kaindorf zweigleisig in Betrieb genommen. Die Inbetriebnahme des Abschnitts Kaindorf–Wagna mit dem seit Dezember 2009 umfangreich modernisierten Bahnhofs Leibnitz erfolgte mit der Eröffnung am 5. November 2012. Die nächsten Ausbaustufen sind noch im Planungsstadium und enthalten die Abschnitte Werndorf–Wildon, Wildon–Lebring, Wagna–Retznei, Retznei–Ehrenhausen und Ehrenhausen–Staatsgrenze.
Mit Hilfe des Semmeringbasistunnels (SBT, Spatenstich am 25. April 2012) und der Koralmbahn soll die Kapazität der Südbahn erheblich gesteigert werden.
Bereits seit längerer Zeit in Bau befindet sich die Koralmbahn, die voraussichtlich im Jahr 2026 die Südbahn durch den Koralmtunnel mit Kärnten verbinden wird und eine Fahrzeit zwischen den Landeshauptstädten Graz und Klagenfurt von 45 Minuten ermöglicht. Die Koralmbahn wird südlich von Graz, nach der Autobahn-Überbrückung bei Feldkirchen, von der Südbahn abzweigen und in Tieflage am Flughafen Graz vorbeigeführt, der bis auf weiteres keinen Tunnelbahnhof erhalten wird.
Seit 13. Dezember 2010 (erster Planzug Grazer Hauptbahnhof ab 06:23) befahren Züge der GKB die S-Bahn-Linie S6 auf den Koralmbahn-Teilstrecken Graz–Feldkirchen-Seiersberg (ab hier, verschwenkt, auf der bis Werndorf adaptierten Südbahntrasse) und Werndorf (Abzweigung von der Südbahn bei km 230,1)–Hengsbergtunnel–Hengsberg–Wettmannstätten; hier ist der Verknüpfungsbereich Koralmbahn (km 30,917–31,957)/GKB-Wieserbahn (km 16,903–18,169). Die S6 verkehrt derzeit auf der Wieserbahn-Stammstrecke zum Endbahnhof Wies-Eibiswald; künftig verkehrt die S6 über den Koralmbahn-IC-Bahnhof „Weststeiermark“; dafür werden zwei Streckenverbindungen Wieserbahn/Koralmbahn hergestellt: in Groß St. Florian (Objekt in Bau) und nahe Frauental (Objekt projektiert).
Die nördlich des Kugelsteintunnels im Gemeindegebiet Frohnleitens befindliche Kugelsteinbrücke über die Mur, mit leicht gewölbtem Stahlfachwerk aus den 1960ern, wurde Ende August 2016 durch ein neues Bauwerk aus Stahl und Beton ersetzt, das von der Unterwasserseite her eingeschoben wurde. Das vorgefertigte Gleis samt Betonschwellen wurde für die Fertigstellung im Bahnhof Peggau gelagert. Am 27. August 2016 begann eine zweiwöchige Sperre mit Schienenersatzverkehr zwischen Bruck und Graz. Die Wiederinbetriebnahme ist am 12. September 2016 – genau zu Schulbeginn – erfolgt.

## Bilder

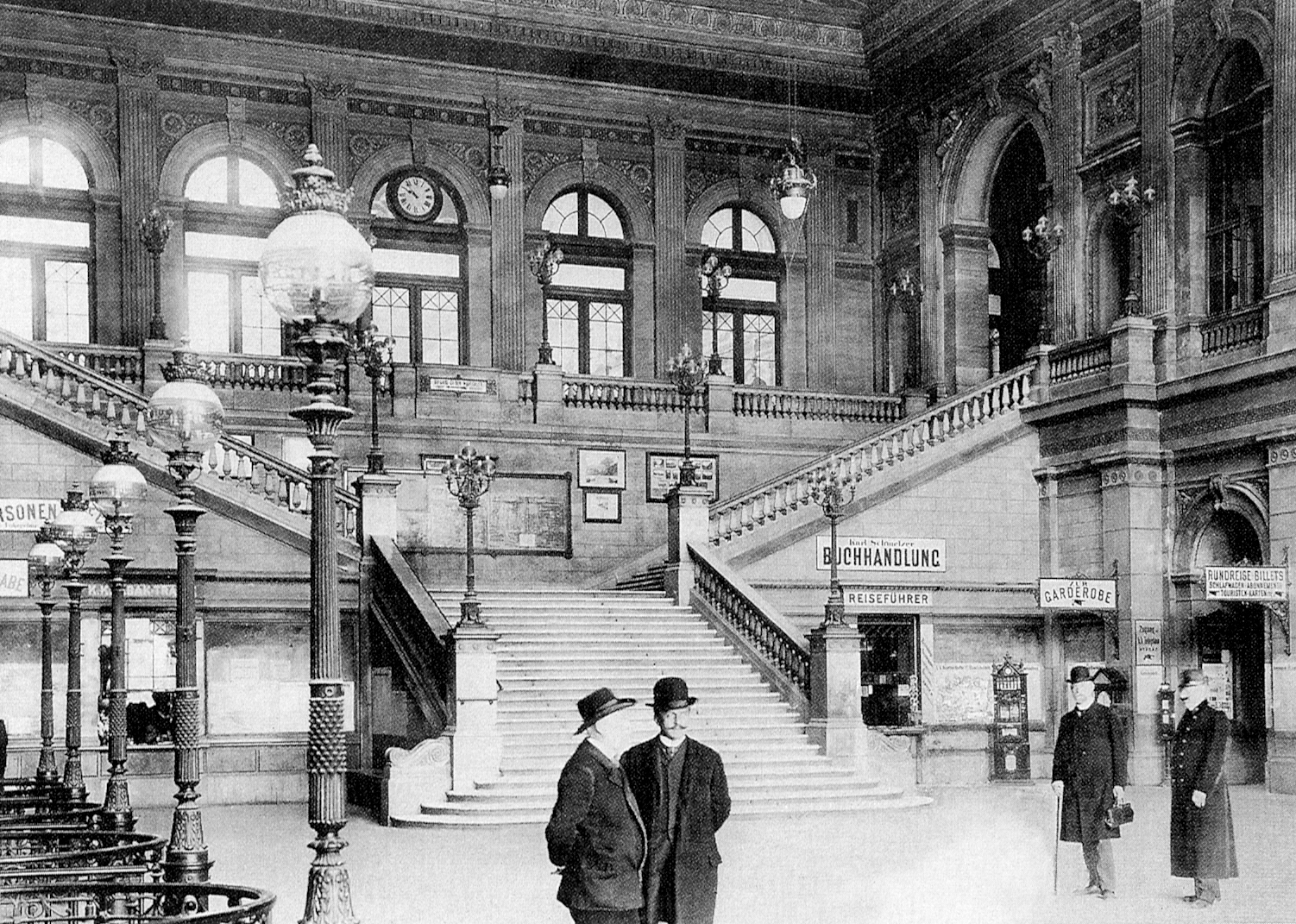
Die Kassenhalle des Südbahnhofs um 1900
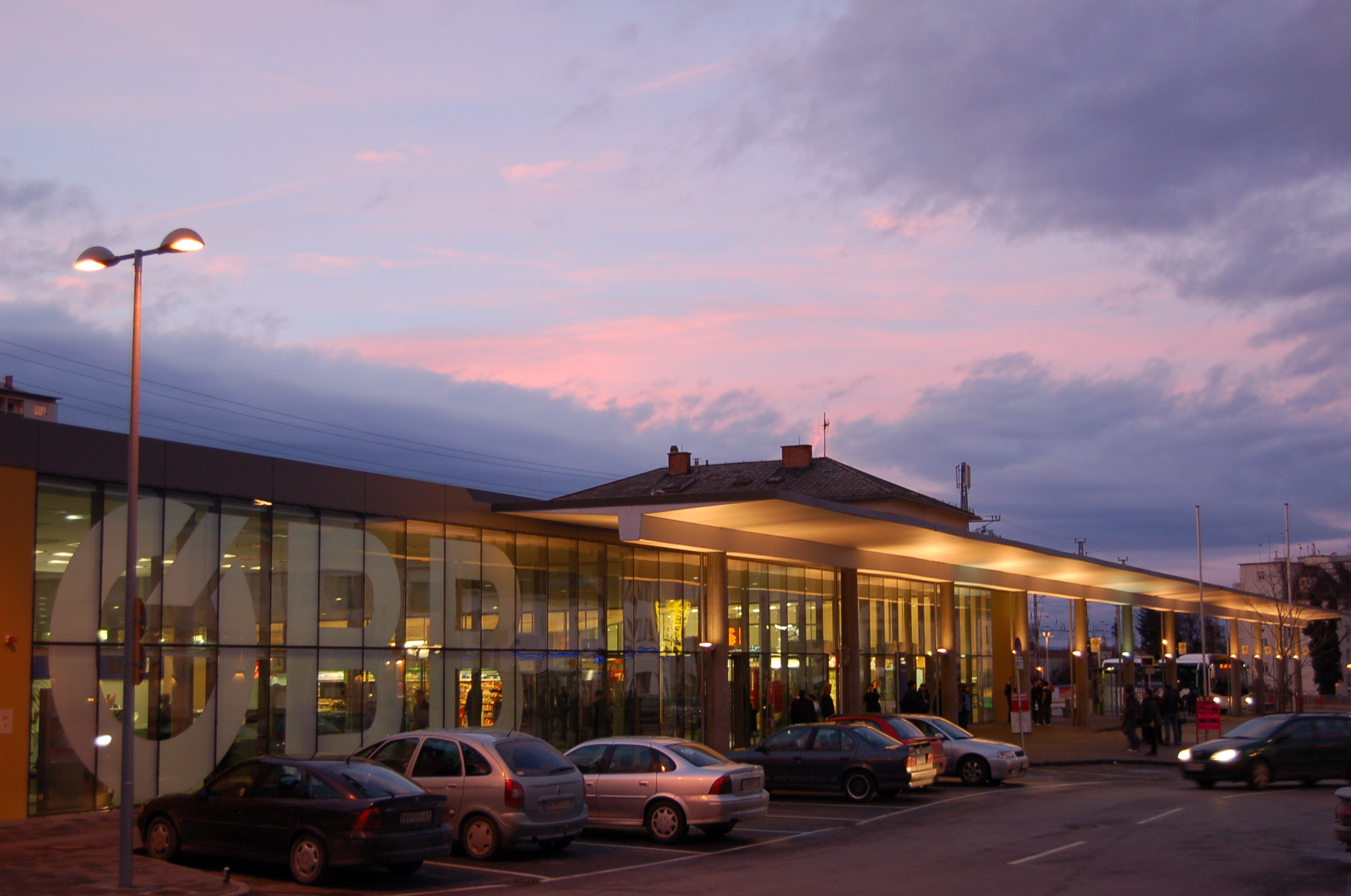
Glasfassade des neu errichteten Aufnahmsgebäudes des Wiener Neustädter Hauptbahnhofs
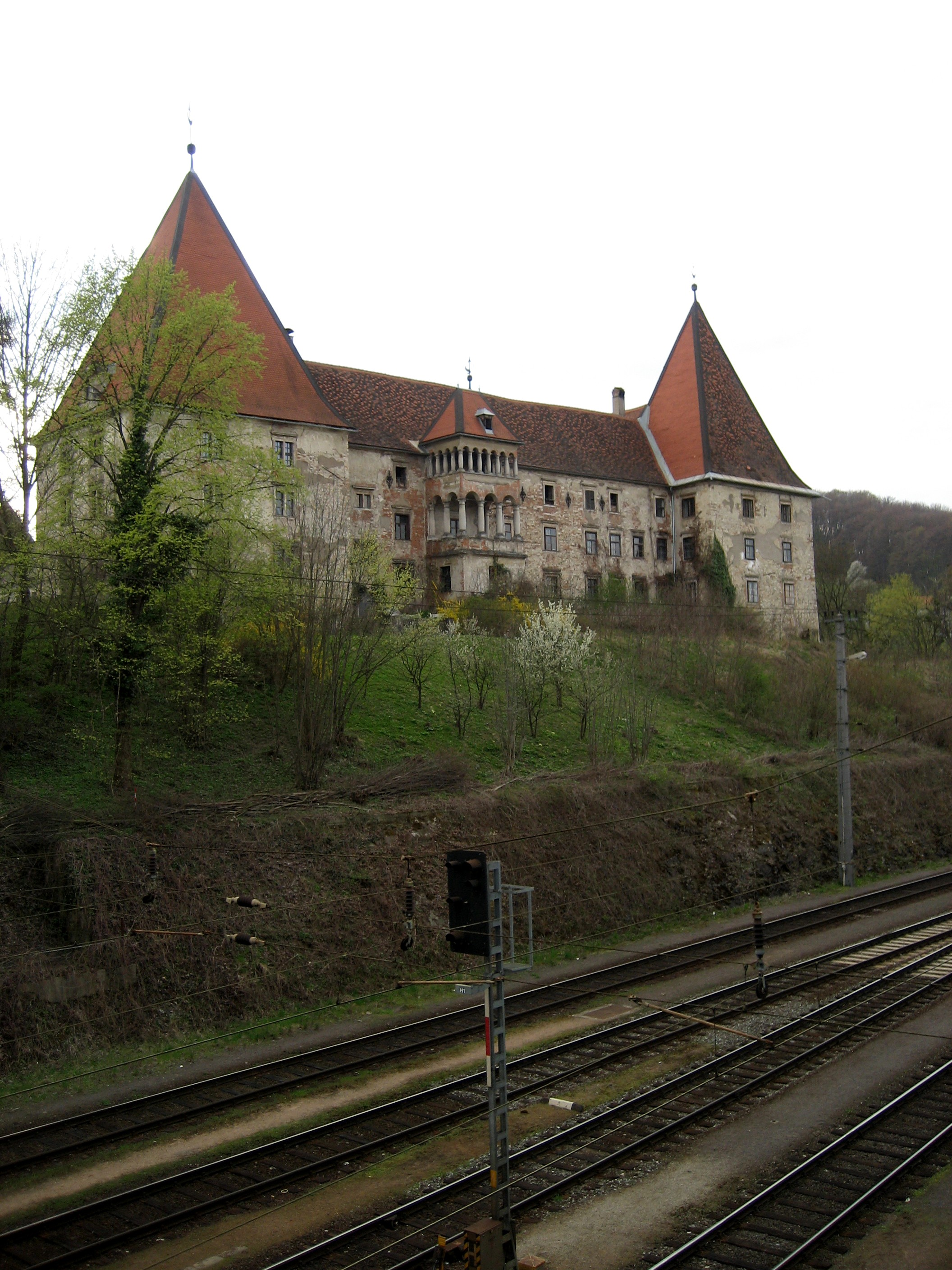
Das Ende der österreichischen Südbahn bei Spielfeld
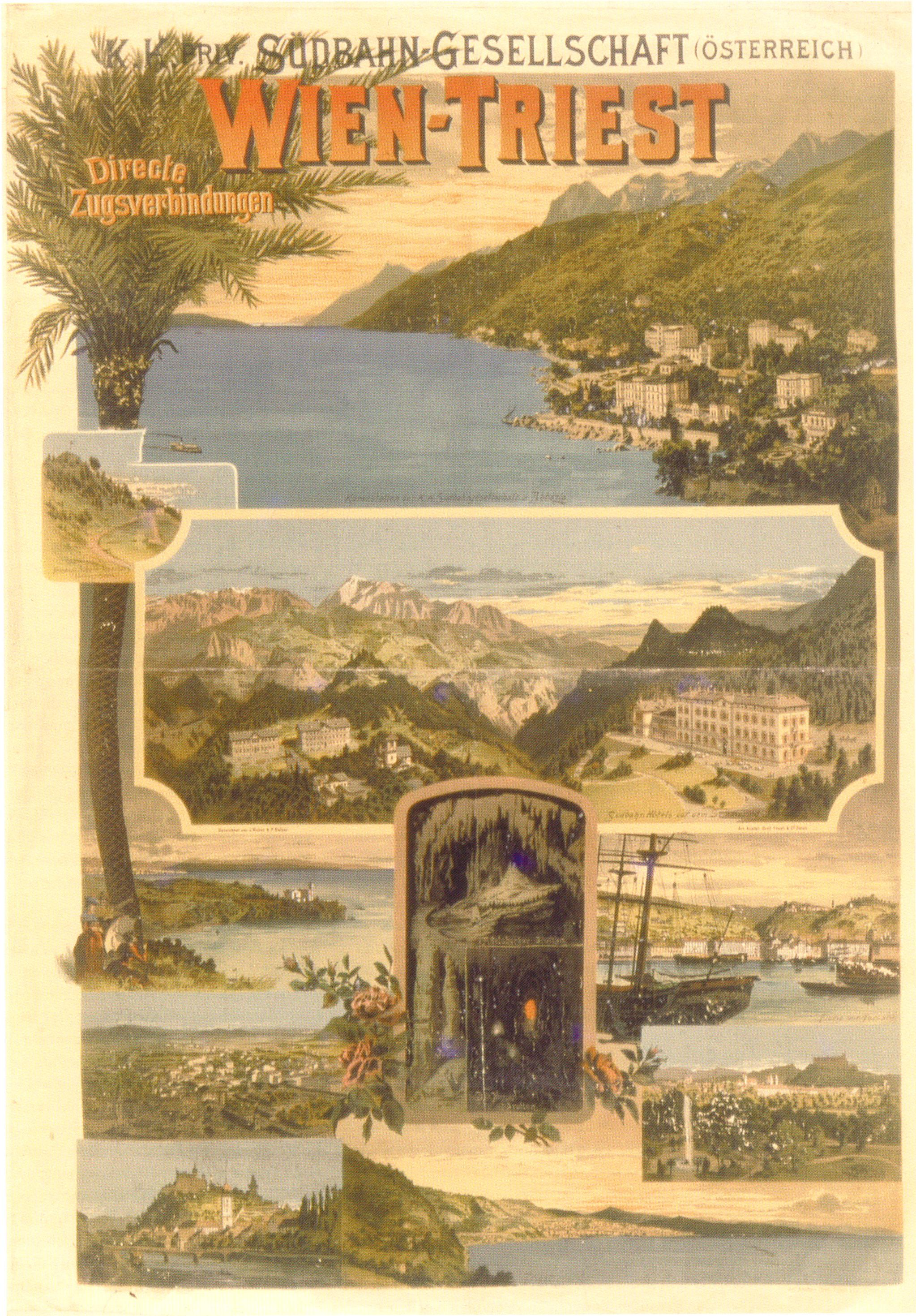
Werbung der Südbahngesellschaft für ihre Strecken anno 1898
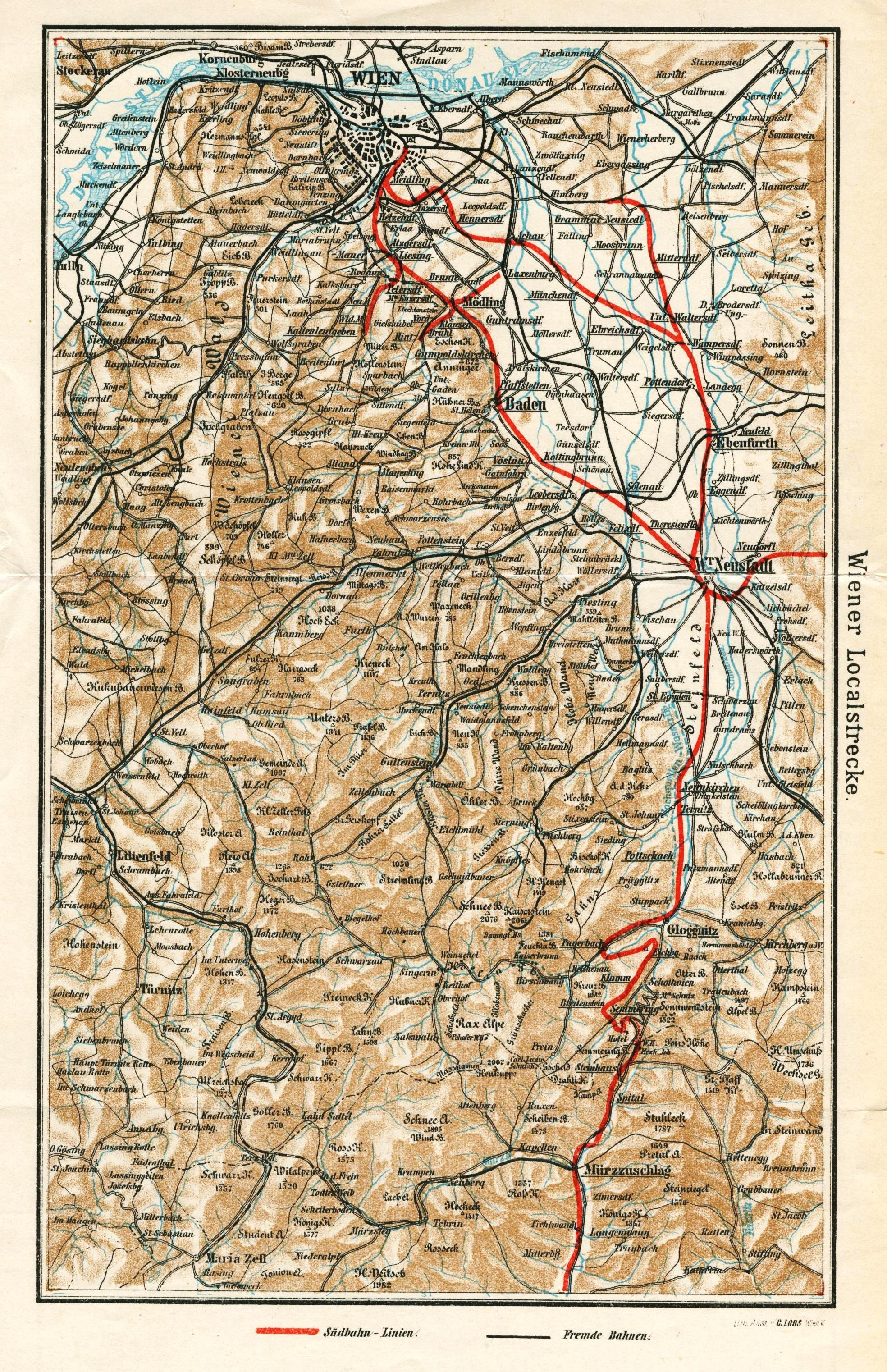
Wiener Localstrecke (1899)
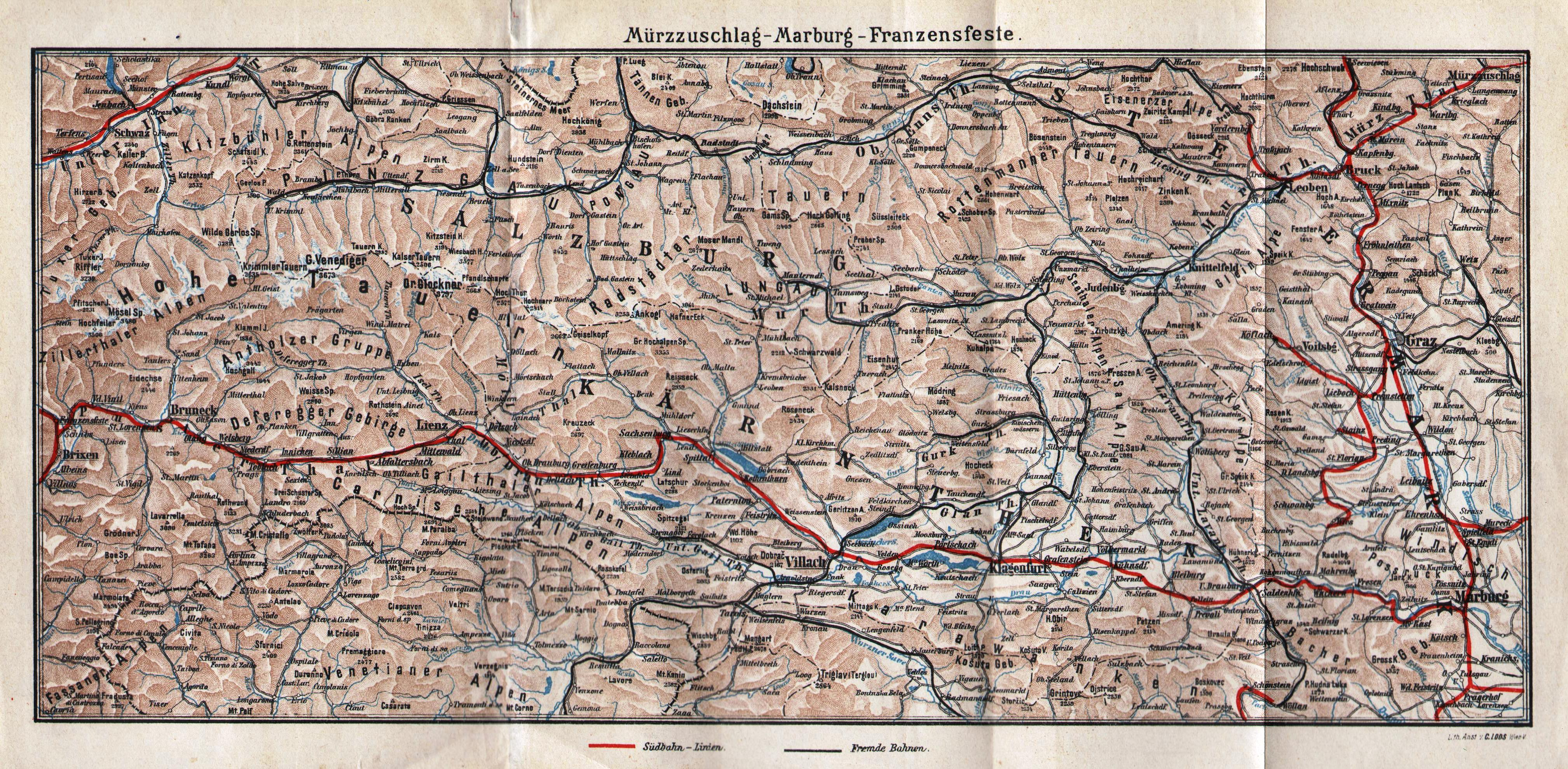
Mürzzuschlag-Marburg (1899)
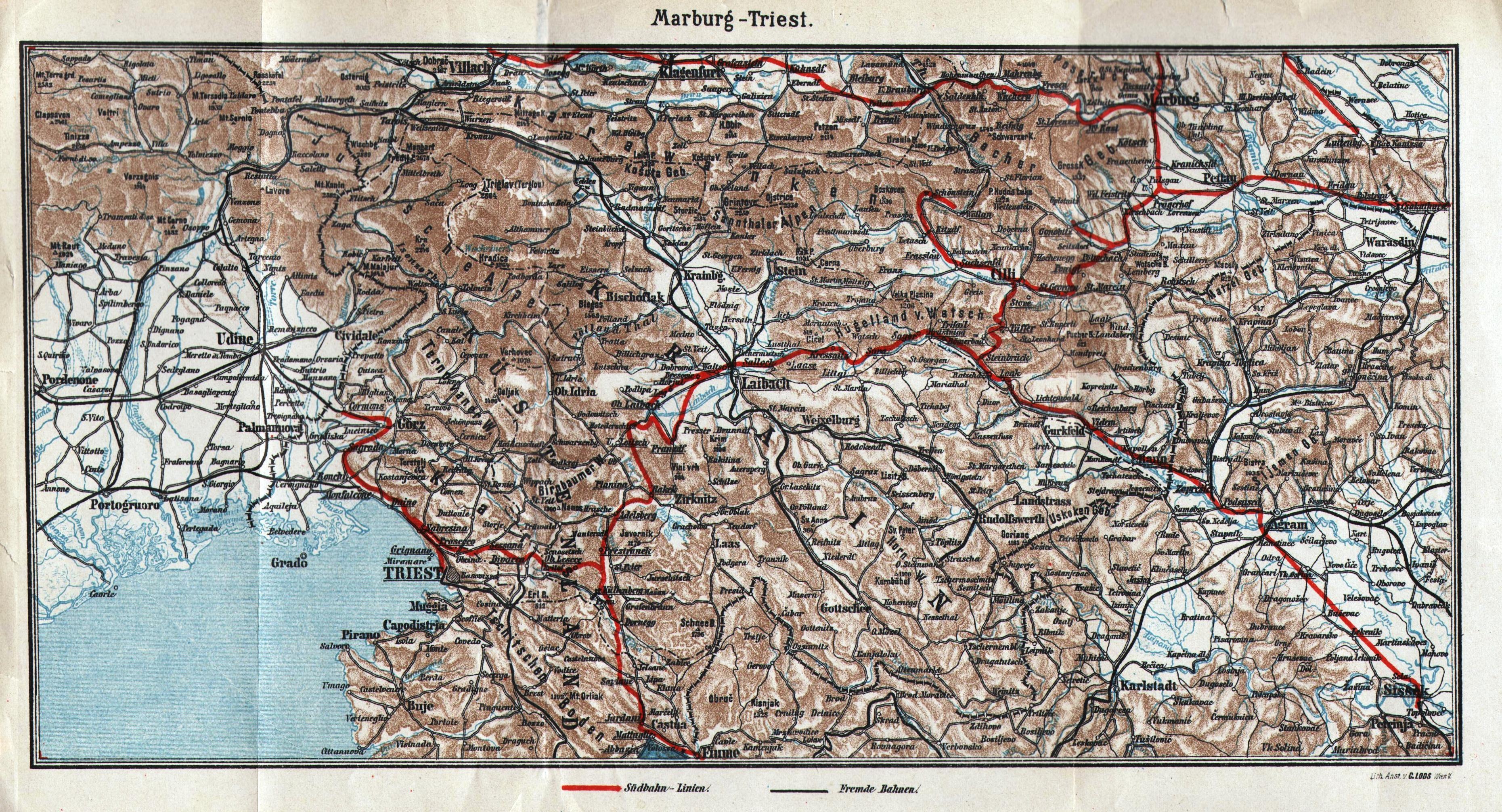
Marburg-Triest (1899)
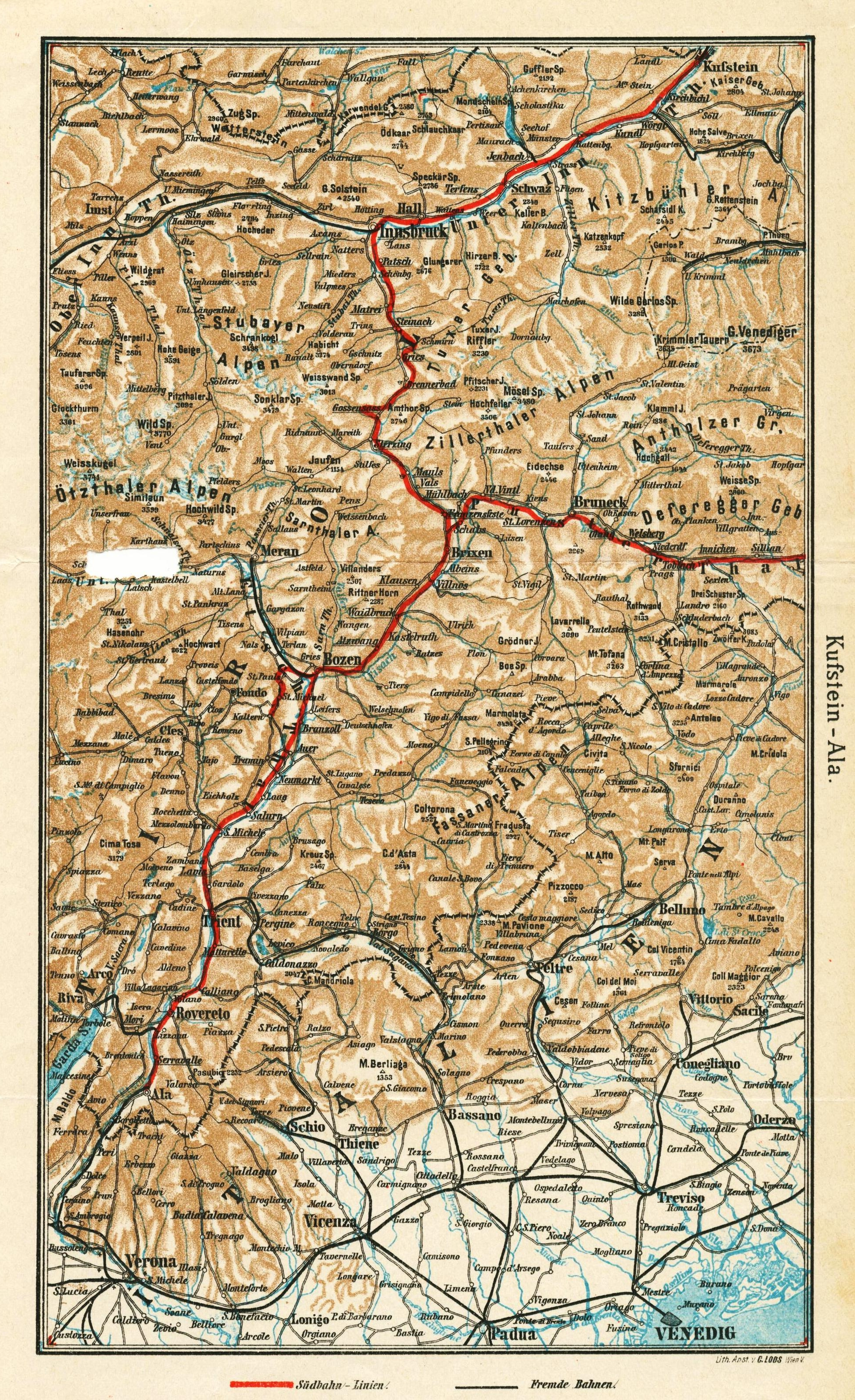
Kufstein-Ala (1899)
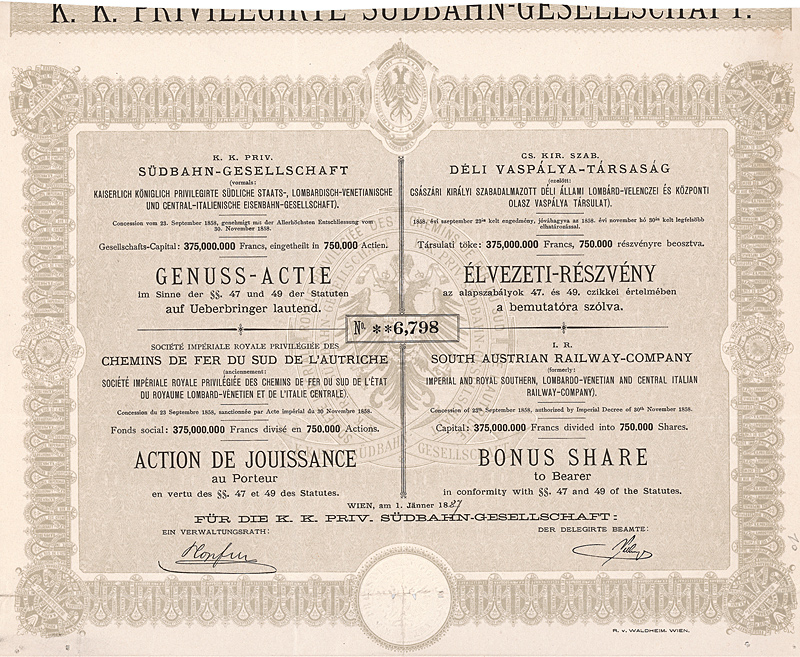
Genuss-Aktie der K.k. priv. Südbahn-Gesellschaft vom 1. Jänner 1887